# The Voice : La Plus Belle Voix
Pour les articles homonymes, voir The Voice.
 (janvier 2023).
- Si vous ne connaissez pas le sujet, laissez ce bandeau (vous pouvez alors contacter les auteurs).
- Si vous supprimez le contenu mis en cause (vous pouvez préalablement contacter les auteurs),

argumentez précisément cette suppression dans la page de discussion
(un manque de référence n'est pas un argument ; une recherche réelle de référence doit avoir été effectuée, être formellement documentée).
The Voice : La Plus Belle Voix, souvent nommée simplement The Voice, est une émission de télévision française de télé-crochet musical réalisée par Tristan Carné, Franck Broqua et Didier Froehly diffusée sur TF1 depuis le 25 février 2012. 13 saisons et 1 saison All Stars ont déjà été diffusées à la télévision.
Produite au départ par Shine France, elle est adaptée de l'émission musicale néerlandaise The Voice of Holland, créée par le fondateur d'Endemol, John de Mol, et déclinée dans une trentaine de pays. La version française, présentée par Nikos Aliagas depuis 2012 et Karine Ferri de 2013 à 2021, est la plus regardée en Europe. À partir de 2017, ITV Studios France obtient les droits de production.
Les auditions à l'aveugle, les battles et l'épreuve des K.O. sont tournées aux Studios du Lendit de La Plaine Saint-Denis. Les primes en direct ont lieu au Studio 217 de la Plaine Saint-Denis. En 2020, la demi-finale et la finale étaient prévues en public au Palais des Sports de Paris mais en raison de l'épidémie de Covid-19, elles ont été tournées sans public au Studio 128 de la Plaine Saint-Denis.

## Étapes actuelles

### Les Auditions à l'aveugle
Les « auditions à l'aveugle » (« blind auditions ») permettent à chaque coach de choisir les meilleurs candidats parmi ceux présélectionnés par la production lors de castings. Les candidats présélectionnés peuvent avoir participé à d'autres émissions de télévision auparavant, être des enfants de célébrités, d'anciennes stars de la chanson ou des chanteurs professionnels.
Lors des prestations des candidats, chaque juré et futur coach est assis dans un fauteuil, dos à la scène et face au public, et écoute la voix du candidat sans le voir (d'où le terme « auditions à l'aveugle ») : lorsqu'il estime qu'il est en présence d'un candidat qui lui convient, le juré appuie sur un buzzer devant lui, qui retourne alors son fauteuil face au candidat, ce qui signifie que le juré, qui découvre enfin physiquement le candidat, est prêt à le coacher et le veut dans son équipe. Si le juré est le seul à s'être retourné, alors le candidat va par défaut dans son équipe. En revanche, si plusieurs jurés se retournent, c'est alors au candidat de choisir quel coach il veut rejoindre.
De la saison 6 à la saison 8 (2017-2019), si aucun juré ne se retourne lors de la prestation d'un candidat, ce dernier est éliminé et quitte la scène sans voir les coachs, ce qui permet d'accueillir plus de candidats. Cette règle est mise en place dans les autres pays, malgré des avis partagés au sein du jury. À partir de la saison 9, en cas d'élimination d'un candidat durant cette étape, les coachs pourront se retourner à nouveau comme dans les premières saisons, pour rencontrer le candidat éliminé et lui exposer les raisons pour lesquelles ils ne se sont pas retournés durant son audition.
De la saison 8 à la saison 11, une nouvelle règle est introduite : le block. Cette règle permet à chaque coach de « bloquer » un autre coach une seule et unique fois durant la saison ; le coach qui souhaite bloquer un de ses adversaires doit le faire en appuyant sur un bouton spécifique au moment de se retourner, et avant que l'adversaire visé ne se soit lui-même retourné (sinon le block ne compte pas). Le coach bloqué peut alors se retourner, mais le talent ne peut pas le choisir.À noter que lors de la saison 10, Amel Bent et Vianney ont bloqué deux coachs chacun (au lieu d'un). Marc Lavoine et Florent Pagny pouvaient donc bloquer une seconde fois.
Depuis la saison 12, la règle du block est remplacée par le super block qui permet de bloquer un coach jusqu'au choix définitif du talent et non plus avant qu'un coach se retourne.
Depuis la saison 14, Le bouton « seconde chance » fait son entrée : un coach pourra redonner une chance à un candidat ayant échoué lors des auditions à l’aveugle, lui permettant de réinterpréter une chanson pour tenter de le convaincre.

### Les Groupes(depuis 2025)
Instauré lors de la quatorzième saison en remplacement des Cross battles et des super cross-battles. Pour cette étape des Groupes, les coachs ont carte blanche pour créer des tableaux musicaux : promesse de surprises et de scénographies jamais vues auparavant,
Les coachs vont former des groupes de 3 à 4 talents, qui devront relever le défi de performer ensemble sur une même chanson, avec des mises en scènes imaginées et élaborées par chacun des coachs.
Au total, ce ne seront pas moins de 18 groupes qui s'affronteront sur scène. Cette nouvelle étape promet des performances vocales et scéniques exceptionnelles, mais aussi des choix déchirants pour les coachs. À l'issue de chaque prestation, ils devront choisir les talents qui continueront l'aventure, en sauvant au moins 1 talent par groupe.
Seulement 6 talents par équipe accéderont à la prochaine étape : Les Battles.

### Les Battles(depuis 2012, saison All Stars non incluse)
Au sein de leurs équipes, les coachs ont créé des duos de candidats selon leurs registres vocaux pour interpréter une chanson. À chaque prestation de duo, les autres coachs donnent leur avis sur les candidats puis l'un des deux est qualifié pour l'étape suivante (Les lives) par son coach. L'autre est définitivement éliminé, à moins qu'un autre coach ne le veuille dans son équipe, et utilise la règle du « vol de talent » (instaurée lors de la saison 2). Ainsi, lorsque le coach dont la battle vient d'avoir lieu rend son verdict, les autres coachs ont alors la possibilité de buzzer le candidat éliminé (signifiant « je vous veux »). Comme aux auditions à l'aveugle, si un seul coach buzze le candidat, ce dernier rejoint l'équipe de ce coach. S'ils sont plusieurs coachs à le buzzer, c'est alors le candidat qui choisit le coach qu'il souhaite rejoindre. Dans la saison 2, chaque coach peut ainsi voler deux candidats sur l'ensemble des battles, puis de la saison 3 à la saison 5, ce nombre est réduit à un candidat par coach. Lors de la saison 6, les coachs ont la possibilité de repêcher autant de candidats qu'ils le souhaitent. Quatre fauteuils seront présents en coulisses, à chaque fois qu'un coach repêche un candidat, il s'installera sur son fauteuil. Si le coach repêche à nouveau un talent, il prendra la place, l'autre talent sera alors éliminé. Seul le dernier talent installé sur le siège dédié à chaque coach sera effectivement repêché pour l'étape suivante.
Le vol de talent est supprimé pour cette épreuve lors des saisons 7 et 8 et pour toute la compétition lors de la saison 9, avant de faire son retour en saison 10, les coachs peuvent donc voler 1 seul talents comme lors de la saison 3 à 5. Si un coach vole un talent alors qu’il a déjà un talent volé, ce nouveau talent prend la place de l’ancien.
Les battles permettent de tester les candidats sur leur capacité à chanter avec aisance dans des registres non explorés lors des auditions à l'aveugle et à corriger leurs éventuelles erreurs lors de leur casting.
L'épreuve est renommée Les Duels lors de la saison 7. Elle retrouve son nom d'origine Les Battles dès la saison 8.
Dans la saison 8, le coach ne doit plus nécessairement faire un choix entre les deux candidats lors de chaque duel ; il peut désormais décider de les sauver tous les deux, de les éliminer tous les deux ou encore de garder l'un ou l'autre des candidats. Le seul impératif est de conserver quatre candidats par coach à la fin de l'étape.
À l'origine deuxième étape de l'émission, les battles deviennent la troisième étape dès la saison 7 (et précédés par l' audition finale lors de la saison 7 et par le K.O. lors de la saison 8), avant de revenir à leur position d'origine à partir de la saison 9 (l'épreuve du K.O. est alors déplacée en troisième étape).
Dans la saison 12 et 13, une nouvelle règle fait son apparition : les cinq jurés seront installés dans un fauteuil placé au centre de la scène pendant les prestations de leurs candidats pour une immersion totale.

### Demi-finale
Lors de la demi-finale, il ne reste que huit candidats (qui seront sur la tournée). Lors des anciennes saisons, à la fin de chaque prestation le coach doit distribuer un total de 50 points, à repartir selon sa convenance entre les deux prestations. Il n'est pas autorisé aux coachs de mettre une note égale aux deux candidats, la situation où l'écart est le plus faible est le score 26-24. Le public, lui, doit attribuer 100 points via les votes. Pour chaque équipe, celui qui, à la fin, possède le plus de points est qualifié pour la finale. À partir de la saison 7 les candidats se produisent sur scène en interprétant une chanson de leur choix et le public est le seul à décider des candidats allant en finale. Depuis la saison 8, les candidats demi-finalistes chantent avec leur coach en plus de leur chanson durant la soirée. Cependant lors de la saison 9, les talents ne chantent pas avec leur coach en raison de la pandémie de Covid-19, Lara Fabian étant confinée à Montréal, ce qui rend de fait sa prestation impossible. Lors de la saison 13, le public présent sur le plateau désigne un des deux talents de chaque coach pour la finale, chaque coach est donc assuré d’avoir un de ses talents qualifié pour la finale. Lors de la demi-finale, 4 invités votent pour leur talent préféré, leurs votes comptant pour 5% (10 voix) du vote. Lors de la saison 13, les 4 invités qui endossent ce rôle sont : Jérémy Frérot (candidat éliminé en quarts de finale de la saison 3), Anne Sila (gagnante de la saison All Star), Abi Bernadoth (gagnant de la saison 9) et Aurélien Vivos (gagnant de la saison 12).

### Finale
Lors de la finale, ce n'est plus une compétition entre les candidats d'une même équipe mais entre les derniers candidats qualifiés lors de la demi-finale. Seul le public désigne par ses votes le grand gagnant de la saison. Pendant les deux premières saisons, les résultats sont révélés progressivement, tout d'abord en montrant la répartition des votes sans indiquer le nom des candidats, puis en nommant les candidats dans l'ordre croissant de leur classement. Depuis la saison 3, seul le nom du gagnant est prononcé et les résultats des finalistes sont affichés en bas de l'écran.
Depuis la saison 10, la finale se déroule en deux parties avec un premier vote où deux des quatre finalistes sont choisis pour interpréter en direct lors de la finale un titre personnel qu’ils ont préparé pour être départagés une dernière fois par le public.

## Anciennes étapes

### L'Épreuve ultime(2014-2017)
L'épreuve ultime est une étape qui fait sa première apparition lors de la saison 3, et qui dure deux émissions. Le but est de réduire les équipes à six candidats (quatre à partir de la saison 4)[réf. souhaitée].
Au sein de leurs équipes respectives, les coachs choisissent un trio de candidats, selon les registres vocaux de leur candidats, pour chanter chacun une chanson de leur choix. À chaque prestation de trio, un des trois candidats présentés est qualifié par son coach pour les directs, les autres candidats sont définitivement éliminés, sauf si un autre coach utilise la règle du vol de talent (instaurée lors de la saison 4)[réf. souhaitée]. Ainsi, lorsque le coach dont l'épreuve ultime vient d'avoir lieu rend son verdict, les autres coachs ont alors la possibilité de buzzer les candidats éliminés (signifiant « je vous veux »). Comme aux auditions à l'aveugle, si un seul coach buzze le candidat, ce dernier rejoint l'équipe de ce coach. S'ils sont plusieurs coachs à le buzzer, c'est alors le candidat qui choisit le coach qu'il souhaite rejoindre.
Lors de la saison 4, 5[réf. souhaitée] et 6, les coachs ont la possibilité de repêcher un seul candidat. Ainsi, le talent volé sera directement qualifié pour les Lives.
L'épreuve disparaît lors de la saison 7.

### Leslives«qualificatifs»(2012-2019)
- Si vous ne connaissez pas le sujet, laissez ce bandeau (vous pouvez alors contacter les auteurs).
- Si vous supprimez le contenu mis en cause (vous pouvez préalablement contacter les auteurs),

argumentez précisément cette suppression dans la page de discussion
(un manque de référence n'est pas un argument ; une recherche réelle de référence doit avoir été effectuée, être formellement documentée).
Lors de la saison 1, ils ne sont plus que 6 dans chaque équipe. Durant les deux premiers primes, chaque coach présente trois candidats. Les 24 candidats sélectionnés passent ainsi sur deux semaines : 12 candidats lors du premier prime et 12 autres lors du deuxième prime. Parmi les 3 candidats proposés, l'un est sauvé par les votes du public, un deuxième par le coach, et le troisième est donc éliminé de l'aventure. Il y a donc 4 éliminés (un par coach) lors du premier prime, puis 4 éliminés lors du deuxième prime. Lors du troisième prime, les 16 candidats restants chantent. Dans chaque équipe, le public en sauve un, le coach en sauve deux, et le dernier candidat est éliminé.
Lors de la saison 2, ils ne sont plus que 10 dans chaque équipe. Durant les deux premiers primes, chaque coach présente cinq candidats. Les 40 candidats sélectionnés passent ainsi sur deux semaines : 20 candidats lors du premier prime et 20 autres lors du deuxième prime. Pour chaque équipe, parmi les 5 candidats proposés, l'un est sauvé par les votes du public, un deuxième par le coach, et les trois autres sont donc éliminés de l'aventure. Il y a donc 12 éliminés (3 par coach) lors du premier prime, puis 12 éliminés lors du deuxième prime. Lors du troisième prime, les 16 candidats restants chantent. Dans chaque équipe, le public en sauve un, le coach en sauve deux, et le dernier candidat est éliminé.
Lors de la saison 3, ils ne sont plus que 6 dans chaque équipe. Comme pour la saison 1, durant les deux premiers primes, chaque coach présente trois candidats. Les 24 candidats sélectionnés passent ainsi sur deux semaines : 12 candidats lors du premier prime et 12 autres lors du deuxième prime. Parmi les 3 candidats proposés, l'un est sauvé par les votes du public, un deuxième par le coach, et le troisième est donc éliminé de l'aventure. Il y a donc 4 éliminés (un par coach) lors du premier prime, puis 4 éliminés lors du deuxième prime. Lors du troisième prime, les 16 candidats restants chantent. Dans chaque équipe, le public en sauve un, le coach en sauve deux, et le dernier candidat est éliminé.
En 2017, l'épreuve des live qualificatif est l'ultime épreuve.

### Les K.O.(2019-2021), saison All Stars non-incluse
Lors de la saison 8 apparaît l'étape des K.O. Elle remplace l'étape de l'audition finale (anciennement « épreuves ultimes »).
Dans cette étape, tous les talents des coachs se présentent un à un et interprètent une chanson. Le coach a alors à l'issue de chaque prestation, 3 possibilités : soit sauver le talent, soit l'éliminer, soit si le coach hésite encore et demande d'abord à voir les prestations de ses autres talents pour décider, le talent intègre une zone rouge, installée dans les gradins. À l'issue du passage des 18 talents, le coach doit garder 6 talents de sa propre équipe : par exemple, s'il a sauvé 3 talents, il doit en garder 3 autres venant de la zone rouge. Chaque coach a également la possibilité de voler 2 talents dans l'équipe des autres coachs,.
À l'issue de cette manche, il ne reste plus que 8 candidats par équipe,.
Les règles changent dès 2020, la zone rouge est supprimée. Le coach n'a plus que 2 solutions soit garder le candidat ou l'éliminer. L'étape du K.O est déplacée, elle se trouve maintenant après les battles et pas avant comme c'était le cas. À l'issue de cette manche, il ne reste plus que 3 candidats par équipe.
Pour la saison 10, 4 candidats sont qualifiés à la fin de cette étape.
L'épreuve disparaît lors de la saison 11.

### Les Cross Battles(2021-2024)
Apparu à partir de la saison 10, cette nouvelle étape permet de confronter deux talents de deux différents coachs. Nikos Aliagas désigne un coach qui doit choisir parmi ses talents celui qui se produit sur scène. Ce même coach choisit ensuite un autre coach qui envoie à son tour un membre de son équipe. Chacun des deux talents se produit séparément sur une chanson préparée en amont. Le gagnant est désigné par les 101 membres du public muni d'un boitier électronique,.
Pour la saison 11, chaque coach disposera d’un unique « save » pour sauver un de ses talents perdant de sa cross battle.
l'épreuve des cross battles sera supprimé lors de la saison 14

### Les Super Cross Battles(2022-2024)
Instauré lors de la onzième saison en remplacement des KO, les super cross-battles se déroulent après les cross-battles. Les candidats sont départagés par le public comme pour les cross-battles.
Depuis la saison douze, un cinquième coach est présent, son vote vaut pour 10% (20 voix) du résultat final. Lors de la saison 12 celui qui endossait ce rôle était Mika, et lors de la saison 13, Jenifer.
L'épreuve des super cross battles sera supprimé lors de la saison 14

## Les participants

### Présentateurs et Coachs
| Présentateurs        | Présentateurs        | Présentateurs        | Saisons                        | Saisons                        | Saisons                        | Saisons                        | Saisons                        | Saisons                        | Saisons                        | Saisons                        | Saisons                        | Saisons                        | Saisons                        | Saisons                        | Saisons                        | Saisons                        | Saisons                        |
| Présentateurs        | Présentateurs        | Présentateurs        | 1                              | 2                              | 3                              | 4                              | 5                              | 6                              | 7                              | 8                              | 9                              | 10                             | AS                             | 11                             | 12                             | 13                             | 14                             |
| -------------------- | -------------------- | -------------------- | ------------------------------ | ------------------------------ | ------------------------------ | ------------------------------ | ------------------------------ | ------------------------------ | ------------------------------ | ------------------------------ | ------------------------------ | ------------------------------ | ------------------------------ | ------------------------------ | ------------------------------ | ------------------------------ | ------------------------------ |
| Nikos Aliagas        | Nikos Aliagas        | Nikos Aliagas        | Participant à la/aux saison(s) | Participant à la/aux saison(s) | Participant à la/aux saison(s) | Participant à la/aux saison(s) | Participant à la/aux saison(s) | Participant à la/aux saison(s) | Participant à la/aux saison(s) | Participant à la/aux saison(s) | Participant à la/aux saison(s) | Participant à la/aux saison(s) | Participant à la/aux saison(s) | Participant à la/aux saison(s) | Participant à la/aux saison(s) | Participant à la/aux saison(s) | Participant à la/aux saison(s) |
| Virginie de Clausade | Virginie de Clausade | Virginie de Clausade | Participant à la/aux saison(s) |                                |                                |                                |                                |                                |                                |                                |                                |                                |                                |                                |                                |                                |                                |
| Karine Ferri         | Karine Ferri         | Karine Ferri         |                                | Participant à la/aux saison(s) | Participant à la/aux saison(s) | Participant à la/aux saison(s) | Participant à la/aux saison(s) | Participant à la/aux saison(s) | Participant à la/aux saison(s) | Participant à la/aux saison(s) | Participant à la/aux saison(s) | Participant à la/aux saison(s) |                                |                                |                                |                                |                                |
| Alessandra Sublet    | Alessandra Sublet    | Alessandra Sublet    |                                |                                |                                |                                |                                |                                |                                |                                |                                |                                |                                | Participant à la/aux saison(s) |                                |                                |                                |
| Anaïs Grangerac      | Anaïs Grangerac      | Anaïs Grangerac      |                                |                                |                                |                                |                                |                                |                                |                                |                                |                                |                                |                                |                                |                                | Participant à la/aux saison(s) |
| Coachs               | Nb. de saisons       | Nb. de victoires     | Saisons                        | Saisons                        | Saisons                        | Saisons                        | Saisons                        | Saisons                        | Saisons                        | Saisons                        | Saisons                        | Saisons                        | Saisons                        | Saisons                        | Saisons                        | Saisons                        | Saisons                        |
| Coachs               | Nb. de saisons       | Nb. de victoires     | 1                              | 2                              | 3                              | 4                              | 5                              | 6                              | 7                              | 8                              | 9                              | 10                             | AS                             | 11                             | 12                             | 13                             | 14                             |
| Florent Pagny        | 11                   | 6                    | Participant à la/aux saison(s) | Participant à la/aux saison(s) | Participant à la/aux saison(s) | Participant à la/aux saison(s) | Participant à la/aux saison(s) | Participant à la/aux saison(s) | Participant à la/aux saison(s) |                                |                                | Participant à la/aux saison(s) | Participant à la/aux saison(s) | Participant à la/aux saison(s) |                                |                                | Participant à la/aux saison(s) |
| Jenifer              | 6                    | 0                    | Participant à la/aux saison(s) | Participant à la/aux saison(s) | Participant à la/aux saison(s) | Participant à la/aux saison(s) |                                |                                |                                | Participant à la/aux saison(s) |                                |                                | Participant à la/aux saison(s) |                                |                                |                                |                                |
| Garou                | 4                    | 1                    | Participant à la/aux saison(s) | Participant à la/aux saison(s) | Participant à la/aux saison(s) |                                | Participant à la/aux saison(s) |                                |                                |                                |                                |                                |                                |                                |                                |                                |                                |
| Louis Bertignac      | 2                    | 0                    | Participant à la/aux saison(s) | Participant à la/aux saison(s) |                                |                                |                                |                                |                                |                                |                                |                                |                                |                                |                                |                                |                                |
| Mika                 | 8                    | 2                    |                                |                                | Participant à la/aux saison(s) | Participant à la/aux saison(s) | Participant à la/aux saison(s) | Participant à la/aux saison(s) | Participant à la/aux saison(s) | Participant à la/aux saison(s) |                                |                                | Participant à la/aux saison(s) |                                |                                | Participant à la/aux saison(s) |                                |
| Zazie                | 7                    | 4                    |                                |                                |                                | Participant à la/aux saison(s) | Participant à la/aux saison(s) | Participant à la/aux saison(s) | Participant à la/aux saison(s) |                                |                                |                                | Participant à la/aux saison(s) |                                | Participant à la/aux saison(s) | Participant à la/aux saison(s) |                                |
| Matt Pokora          | 1                    | 1                    |                                |                                |                                |                                |                                | Participant à la/aux saison(s) |                                |                                |                                |                                |                                |                                |                                |                                |                                |
| Pascal Obispo        | 2                    | 1                    |                                |                                |                                |                                |                                |                                | Participant à la/aux saison(s) |                                | Participant à la/aux saison(s) |                                |                                |                                |                                |                                |                                |
| Soprano              | 1                    | 0                    |                                |                                |                                |                                |                                |                                |                                | Participant à la/aux saison(s) |                                |                                |                                |                                |                                |                                |                                |
| Julien Clerc         | 1                    | 0                    |                                |                                |                                |                                |                                |                                |                                | Participant à la/aux saison(s) |                                |                                |                                |                                |                                |                                |                                |
| Amel Bent            | 4                    | 0                    |                                |                                |                                |                                |                                |                                |                                |                                | Participant à la/aux saison(s) | Participant à la/aux saison(s) |                                | Participant à la/aux saison(s) | Participant à la/aux saison(s) |                                |                                |
| Marc Lavoine         | 3                    | 0                    |                                |                                |                                |                                |                                |                                |                                |                                | Participant à la/aux saison(s) | Participant à la/aux saison(s) |                                | Participant à la/aux saison(s) |                                |                                |                                |
| Lara Fabian          | 1                    | 0                    |                                |                                |                                |                                |                                |                                |                                |                                | Participant à la/aux saison(s) |                                |                                |                                |                                |                                |                                |
| Vianney              | 5                    | 0                    |                                |                                |                                |                                |                                |                                |                                |                                |                                | Participant à la/aux saison(s) |                                | Participant à la/aux saison(s) | Participant à la/aux saison(s) | Participant à la/aux saison(s) | Participant à la/aux saison(s) |
| Patrick Fiori        | 1                    | 0                    |                                |                                |                                |                                |                                |                                |                                |                                |                                |                                | Participant à la/aux saison(s) |                                |                                |                                |                                |
| Nolwenn Leroy        | 1                    | 0                    |                                |                                |                                |                                |                                |                                |                                |                                |                                |                                |                                | Participant à la/aux saison(s) |                                |                                |                                |
| Bigflo et Oli        | 2                    | 0                    |                                |                                |                                |                                |                                |                                |                                |                                |                                |                                |                                |                                | Participant à la/aux saison(s) | Participant à la/aux saison(s) |                                |
| Camille Lellouche    | 1                    | 0                    |                                |                                |                                |                                |                                |                                |                                |                                |                                |                                |                                |                                |                                | Participant à la/aux saison(s) |                                |
| Zaz                  | 1                    | 0                    |                                |                                |                                |                                |                                |                                |                                |                                |                                |                                |                                |                                |                                |                                | Participant à la/aux saison(s) |
| Patricia Kaas        | 1                    | 0                    |                                |                                |                                |                                |                                |                                |                                |                                |                                |                                |                                |                                |                                |                                | Participant à la/aux saison(s) |

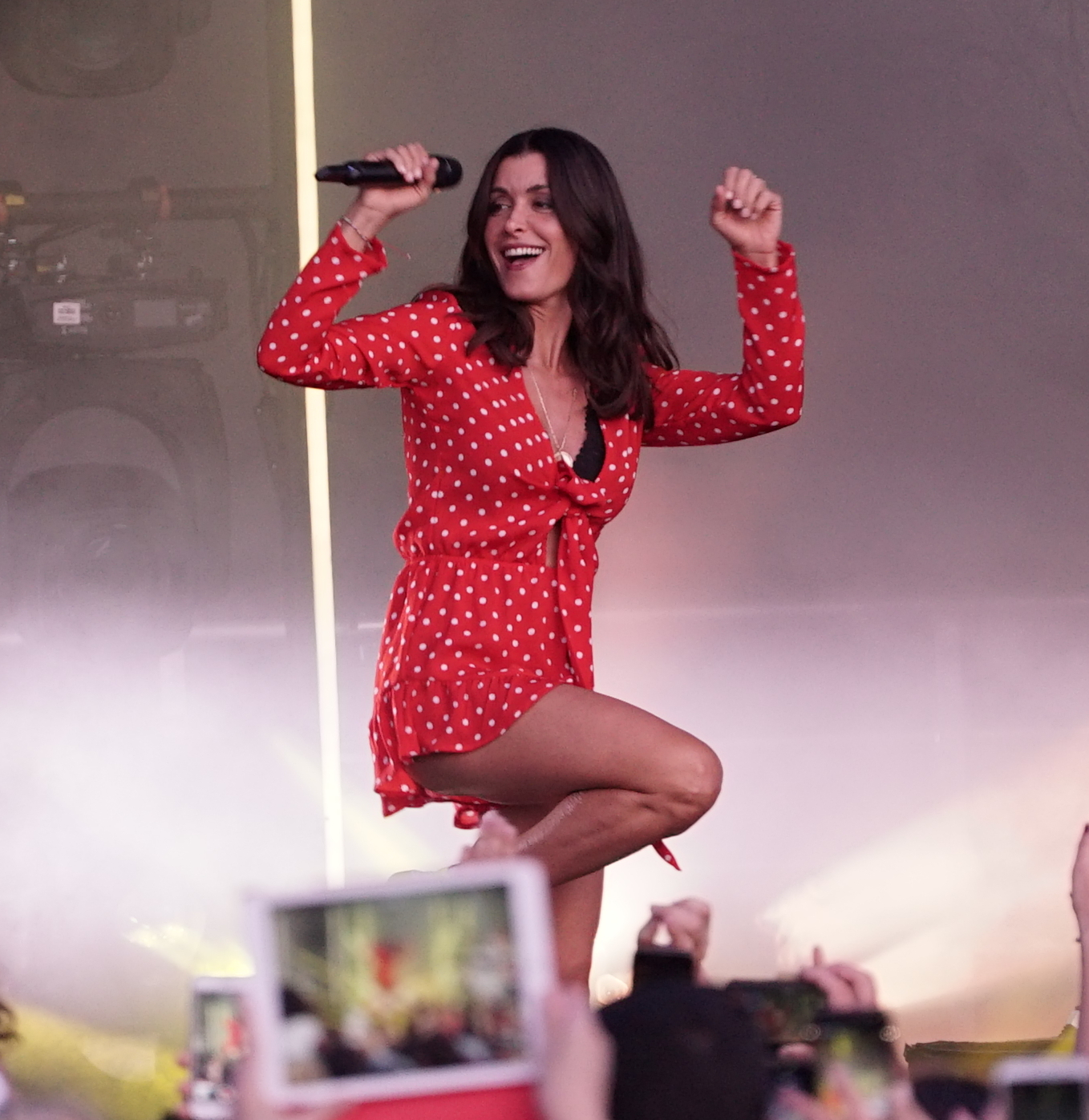
Jenifer (1-4, 8 + All Stars)
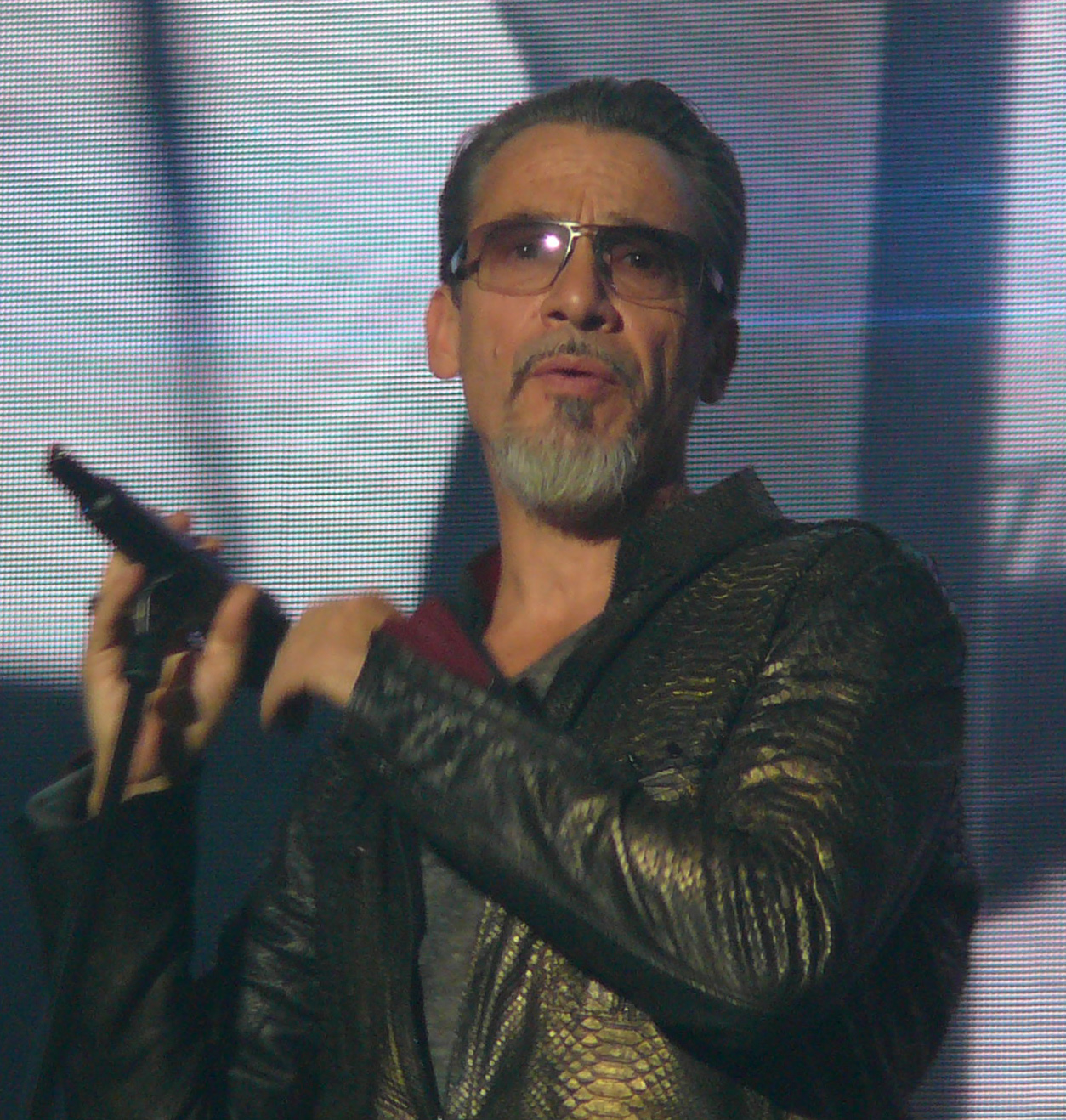
Florent Pagny (1-7, 10-11 + All Stars, 14-)
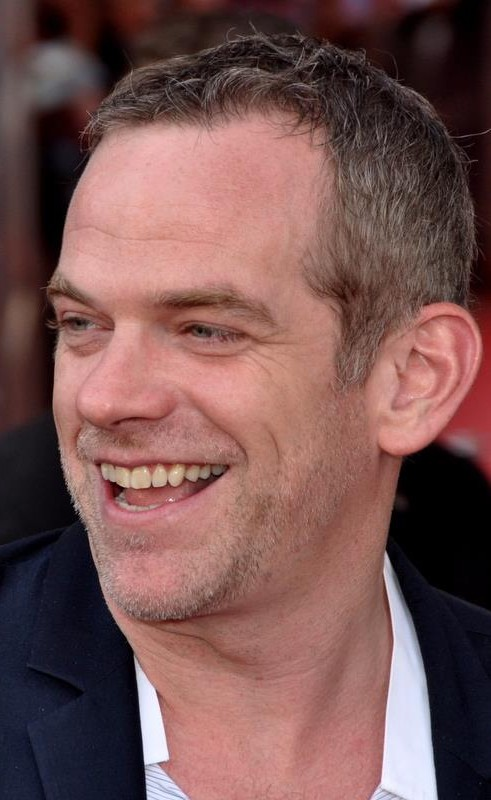
Garou (1-3, 5)
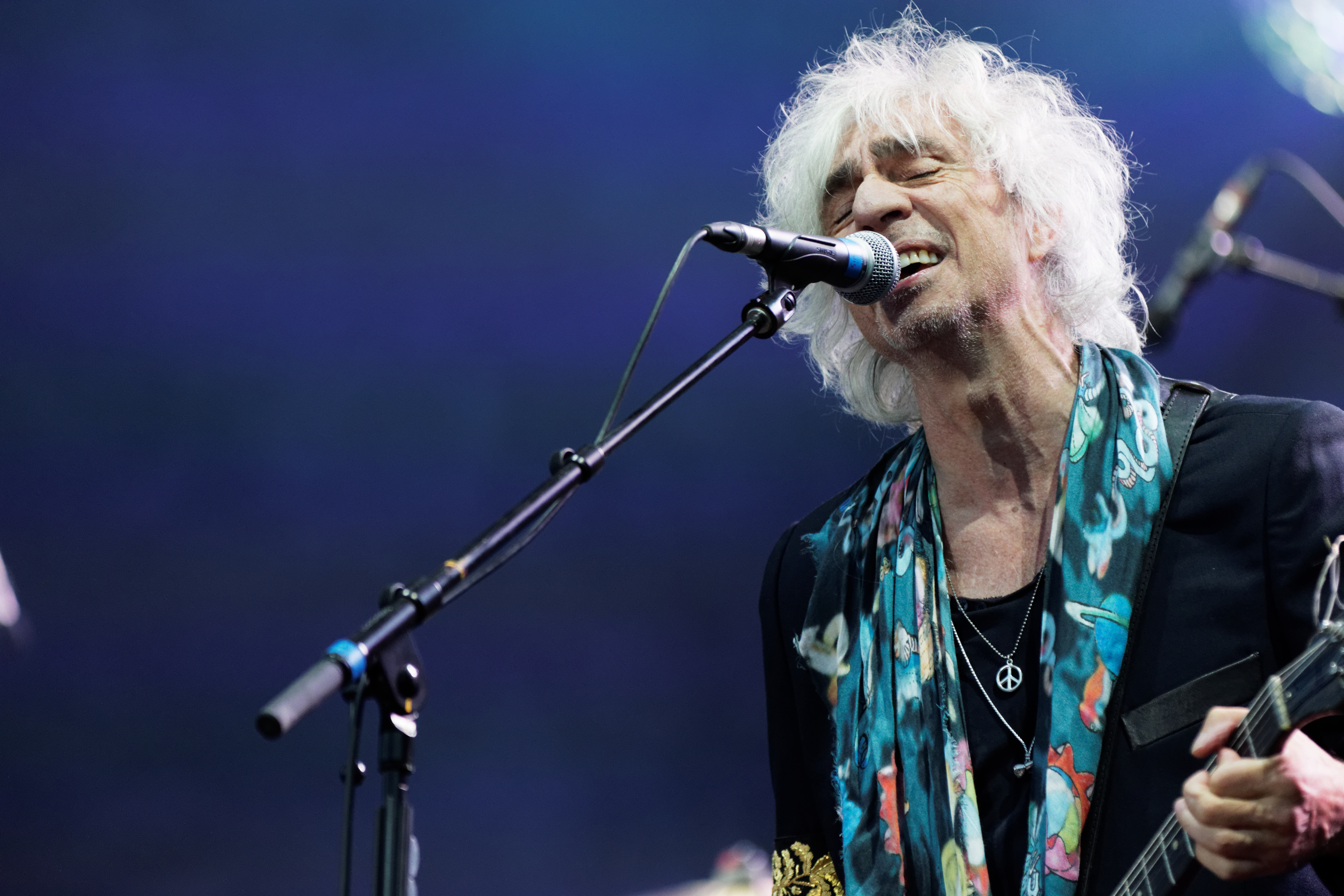
Louis Bertignac (1-2)
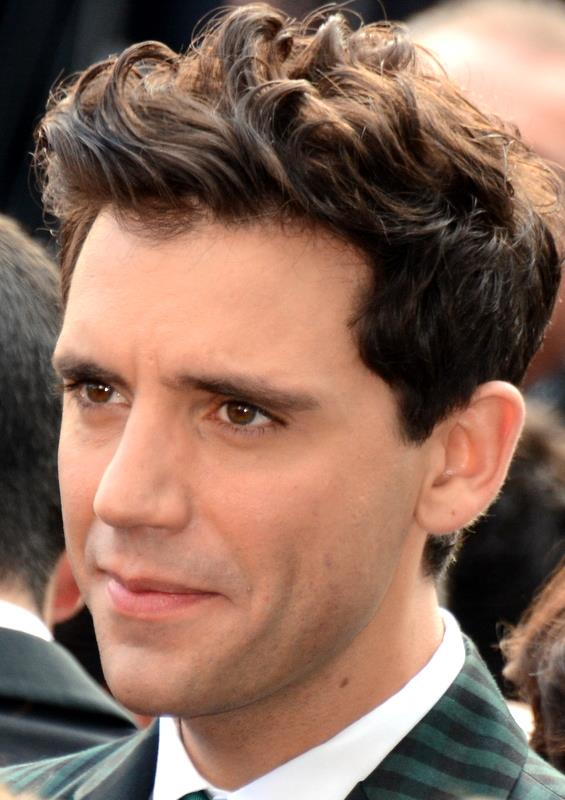
Mika (3-8 + All Stars, 13)
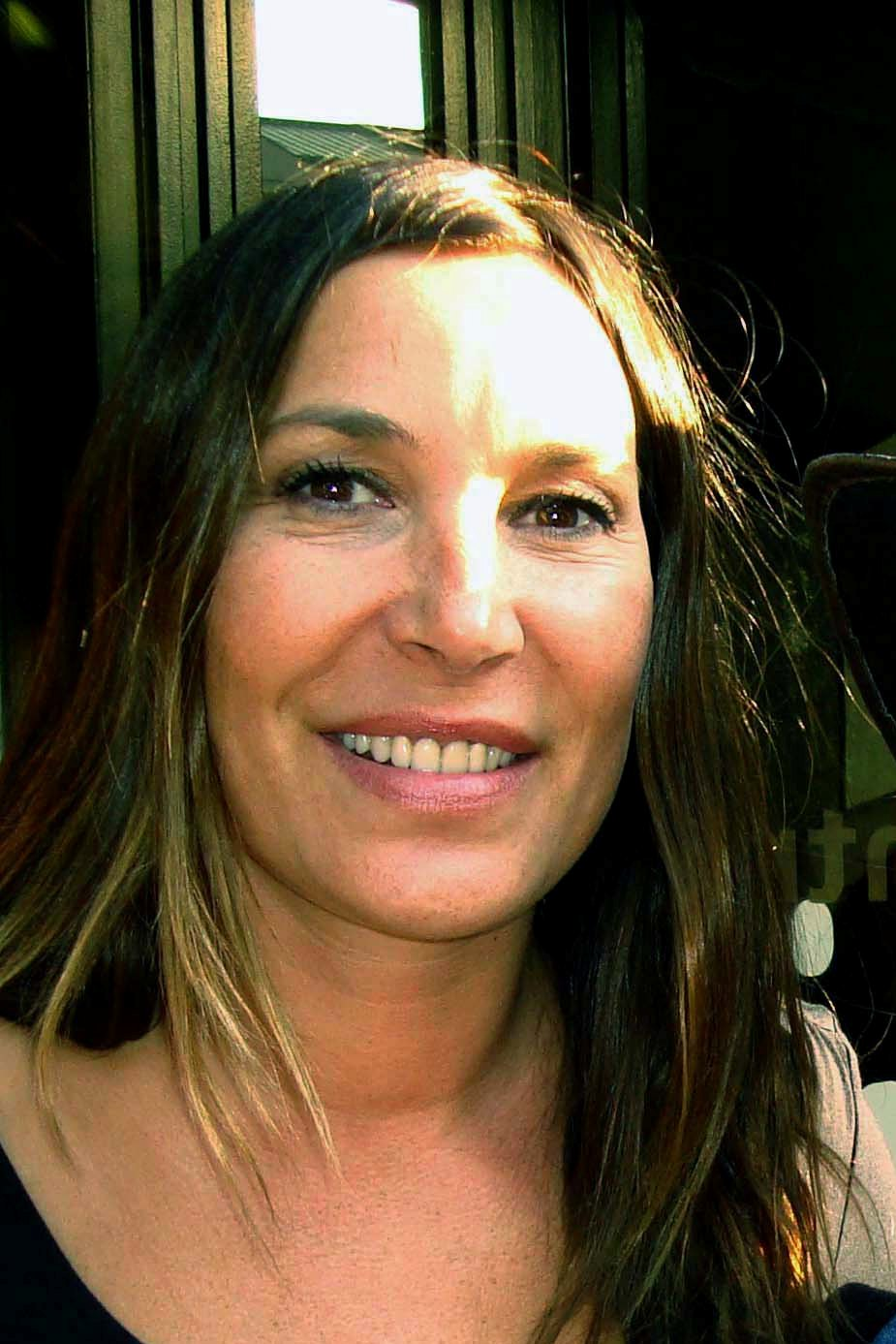
Zazie (4-7 + All Stars, 12-13)
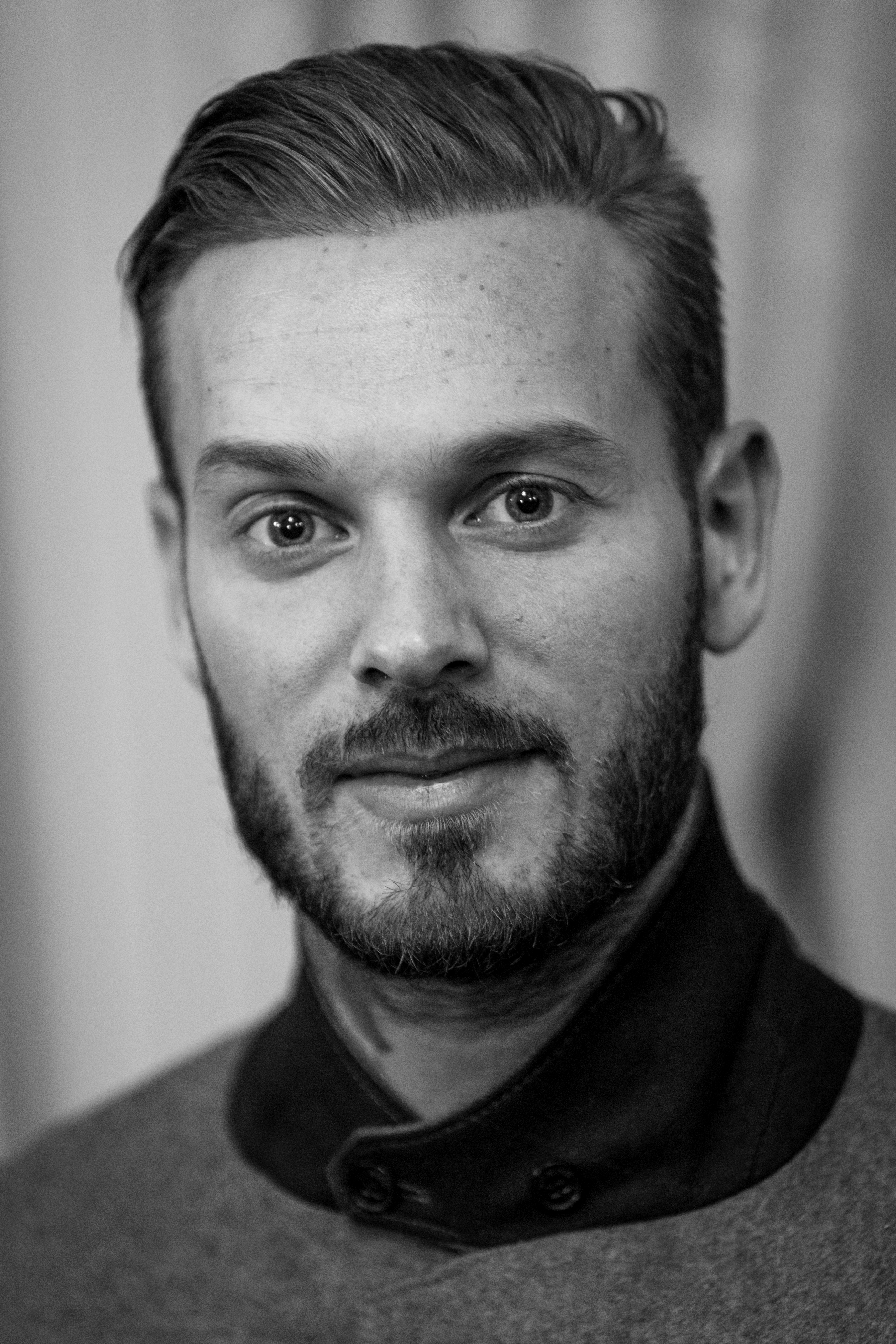
Matt Pokora (6)
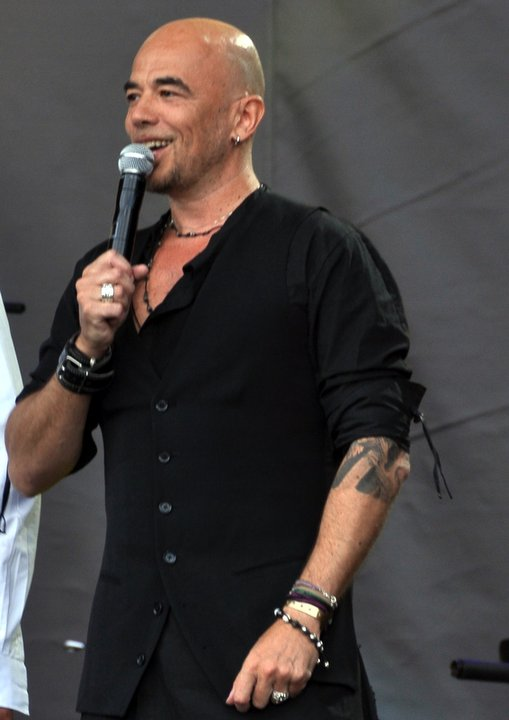
Pascal Obispo (7,9)
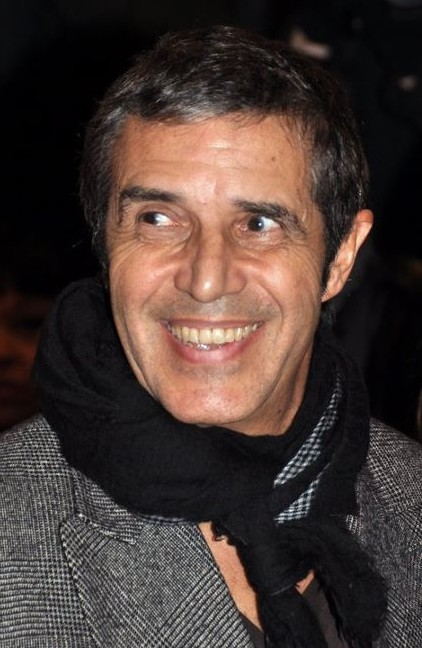
Julien Clerc (8)
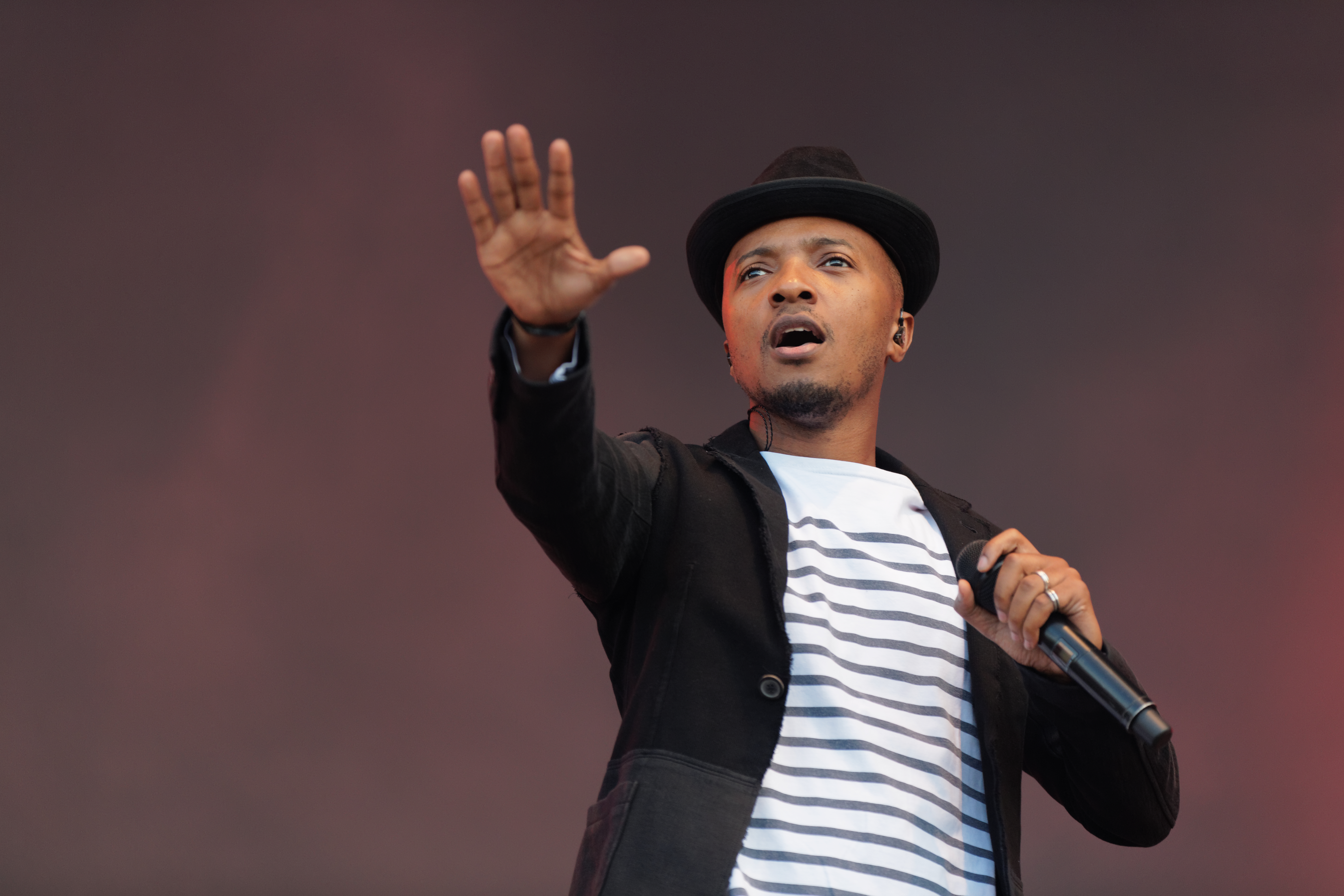
Soprano (8)
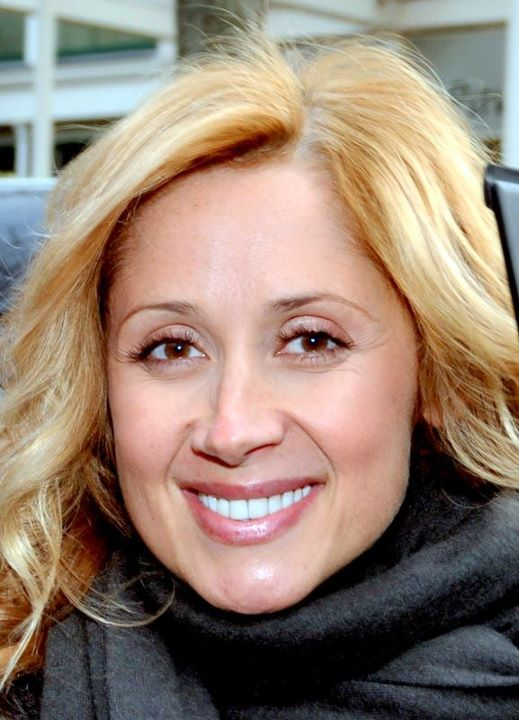
Lara Fabian (9)
Amel Bent (9-12)
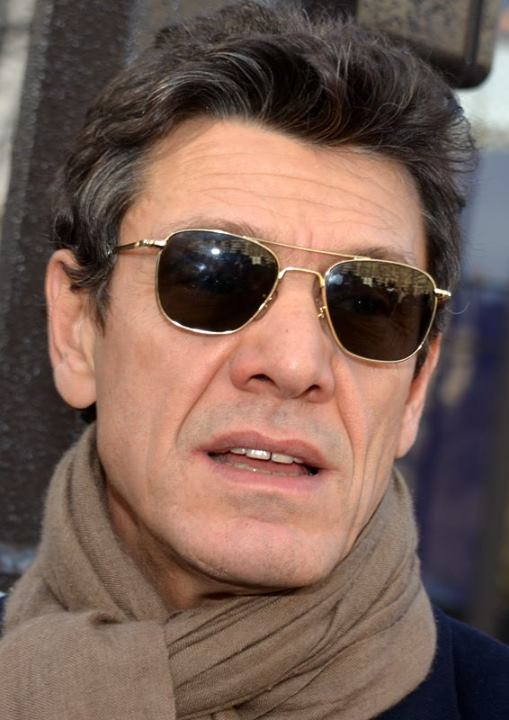
Marc Lavoine (9-11)
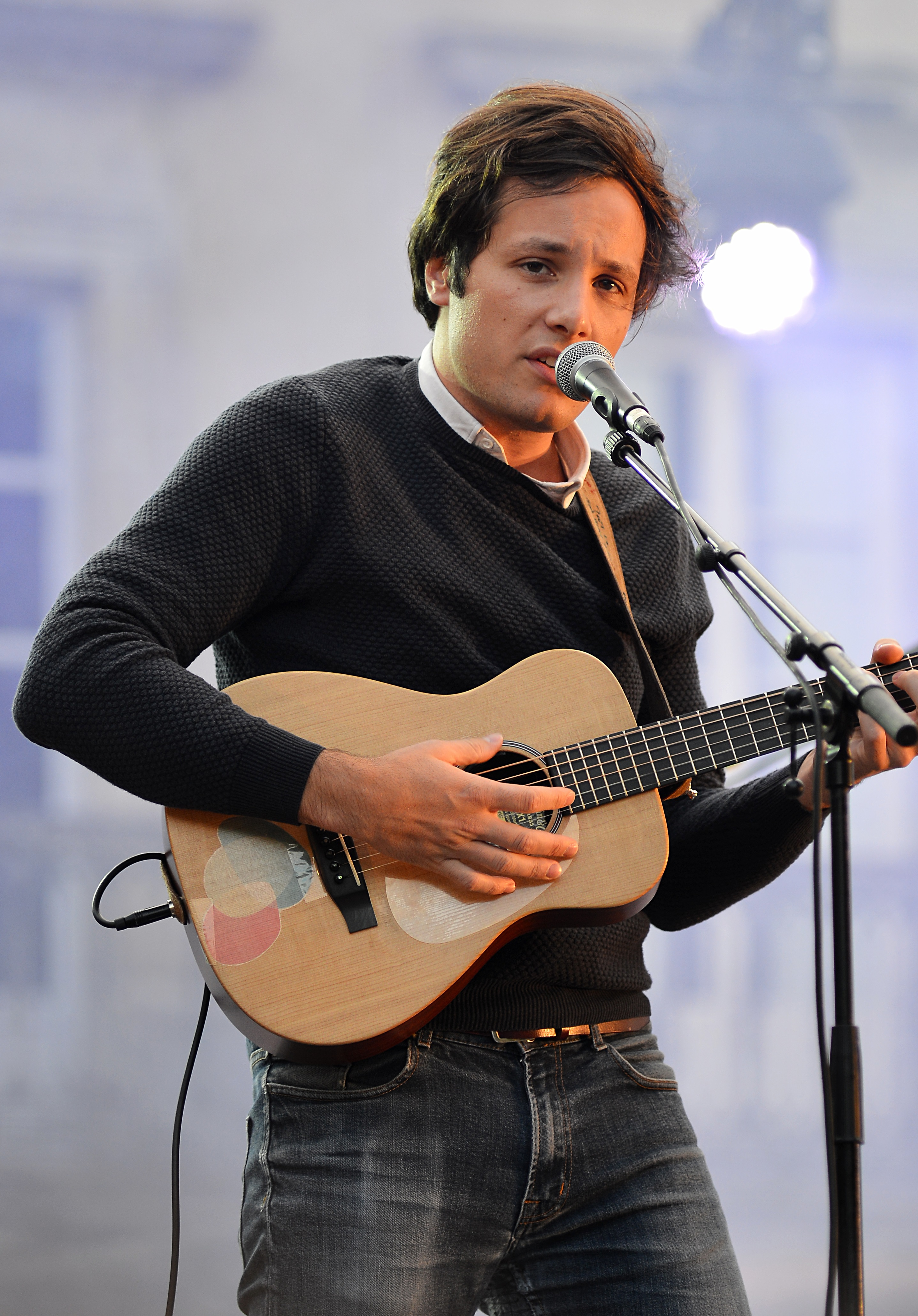
Vianney (10–)
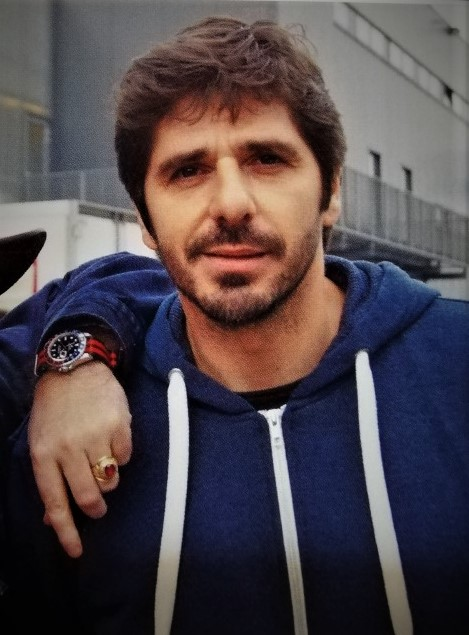
Patrick Fiori (All Stars)
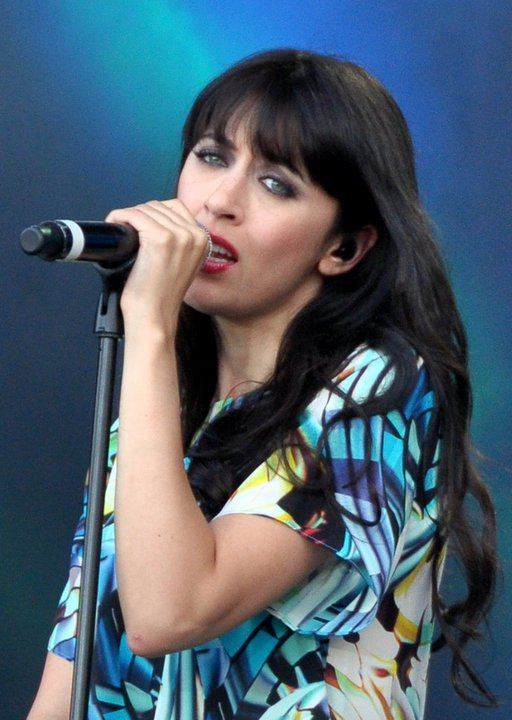
Nolwenn Leroy ("Comeback"; 11)
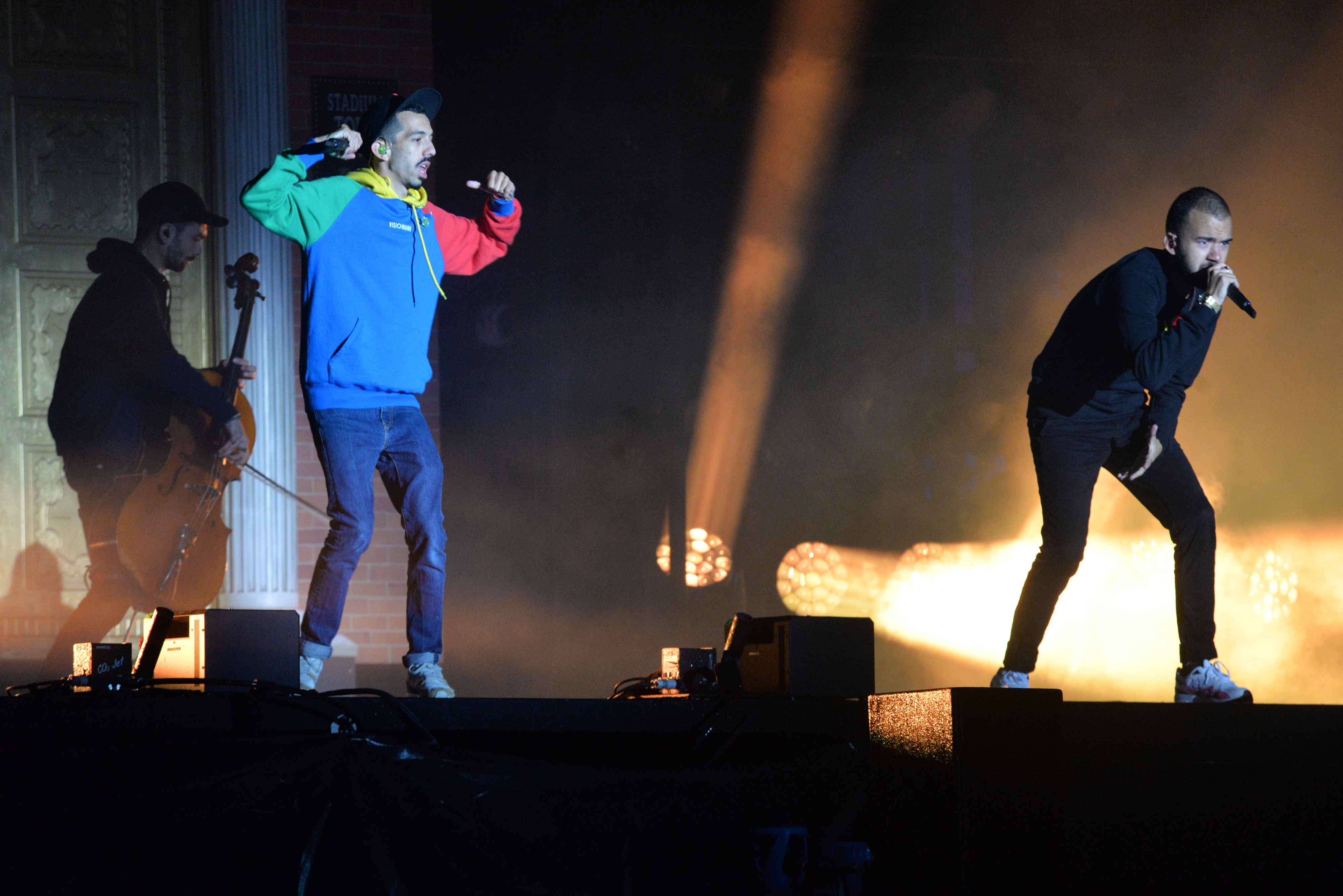
Bigflo et Oli (12-13)
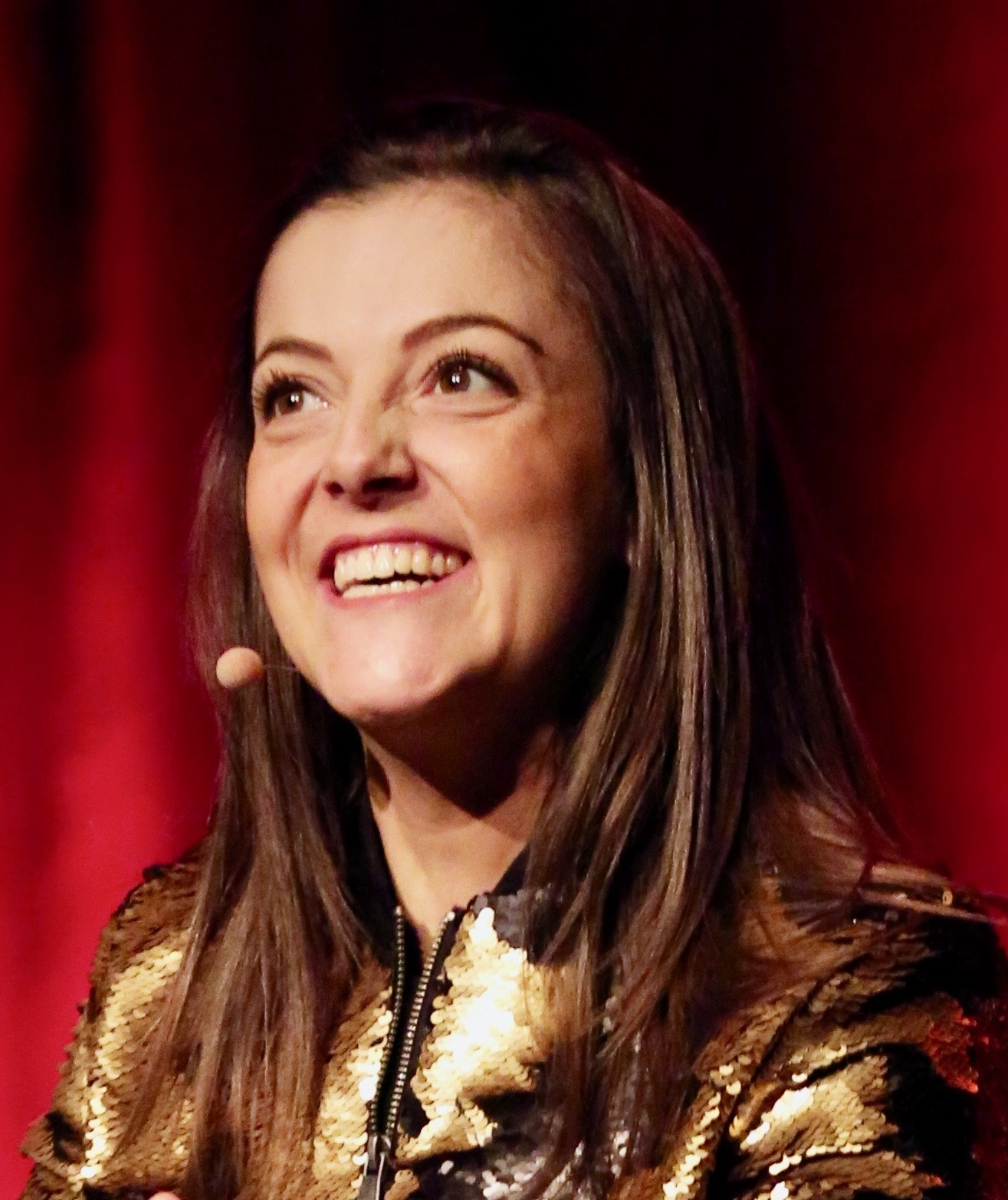
Camille Lellouche ("Comeback"; 13)
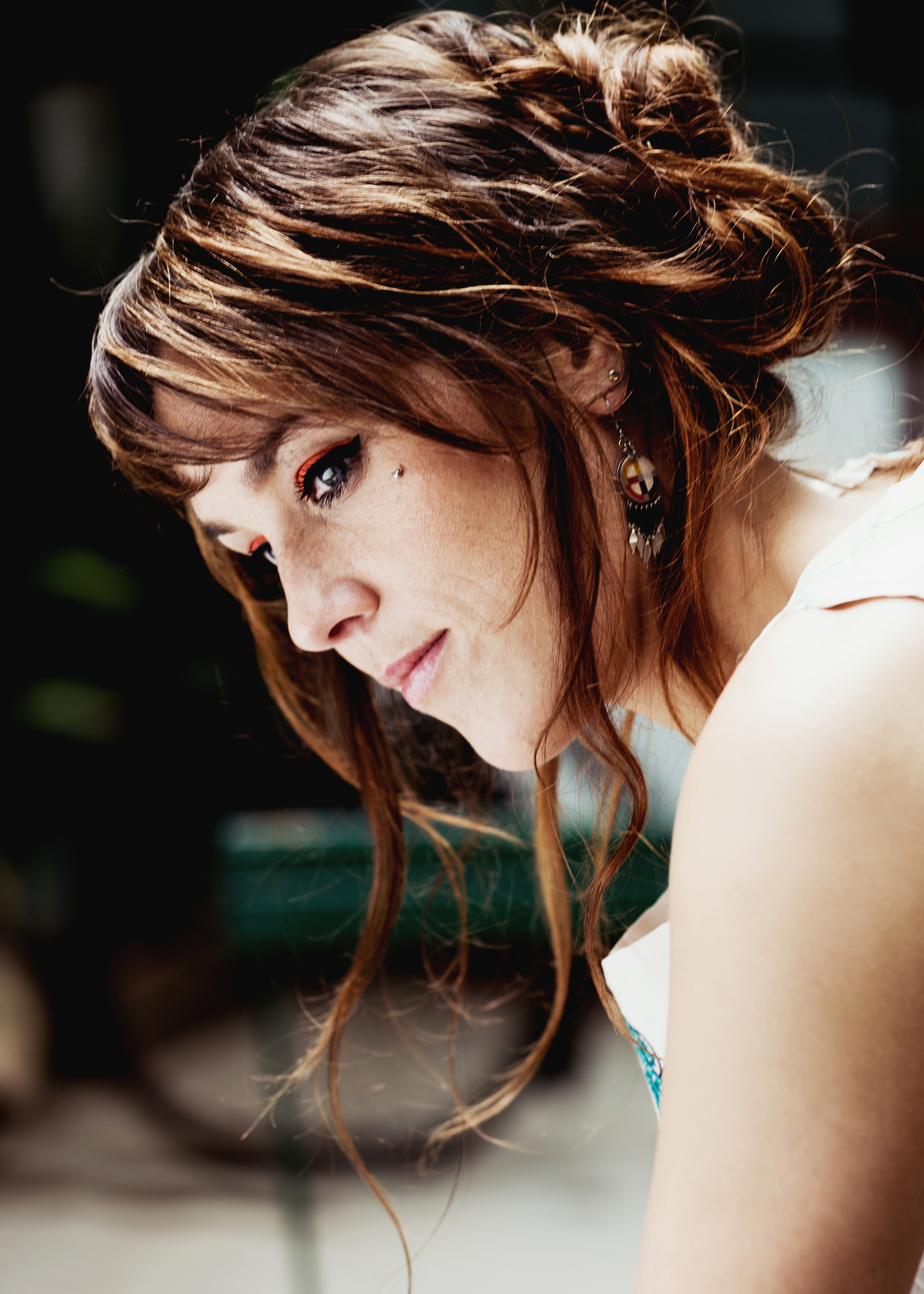
Zaz (14-)
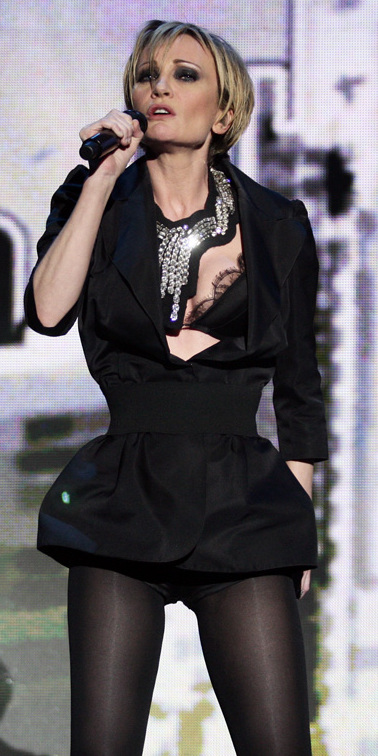
Patricia Kaas (14-)

### Résumé des saisons «classiques»
| Saison | Première         | Finale        | Vainqueur                      | Deuxième                        | Troisième                     | Quatrième                         | Présentateurs | Présentateurs        | Coachs        | Coachs        | Coachs          | Coachs        | Coachs                                          |
| Saison | Première         | Finale        | Vainqueur                      | Deuxième                        | Troisième                     | Quatrième                         | Principal     | Coulisses            | Coachs        | Coachs        | Coachs          | Coachs        | Coachs                                          |
| ------ | ---------------- | ------------- | ------------------------------ | ------------------------------- | ----------------------------- | --------------------------------- | ------------- | -------------------- | ------------- | ------------- | --------------- | ------------- | ----------------------------------------------- |
| 1      | 25 février 2012  | 12 mai 2012   | Stéphan Rizon (Florent Pagny)  | Louis Delort (Garou)            | Al.Hy (Jenifer)               | Aude Henneville (Louis Bertignac) | Nikos Aliagas | Virginie de Clausade | Florent Pagny | Jenifer       | Louis Bertignac | Garou         | Des saisons 1 à 10, il n'y a que quatre coachs. |
| 2      | 2 février 2013   | 18 mai 2013   | Yoann Fréget (Garou)           | Olympe (Jenifer)                | Nuno Resende (Florent Pagny)  | Loïs Silvin (Louis Bertignac)     | Nikos Aliagas | Karine Ferri         | Florent Pagny | Jenifer       | Louis Bertignac | Garou         | Des saisons 1 à 10, il n'y a que quatre coachs. |
| 3      | 11 janvier 2014  | 10 mai 2014   | Kendji Girac (Mika)            | Maximilien Philippe (Garou)     | Amir Haddad (Jenifer)         | Wesley (Florent Pagny)            | Nikos Aliagas | Karine Ferri         | Florent Pagny | Jenifer       | Mika            | Garou         | Des saisons 1 à 10, il n'y a que quatre coachs. |
| 4      | 10 janvier 2015  | 25 avril 2015 | Lilian Renaud (Zazie)          | Anne Sila (Florent Pagny)       | David Thibault (Mika)         | Côme (Jenifer)                    | Nikos Aliagas | Karine Ferri         | Florent Pagny | Jenifer       | Mika            | Zazie         | Des saisons 1 à 10, il n'y a que quatre coachs. |
| 5      | 30 janvier 2016  | 14 mai 2016   | Slimane Nebchi (Florent Pagny) | MB14 (Mika)                     | Antoine (Garou)               | Clément Verzi (Zazie)             | Nikos Aliagas | Karine Ferri         | Florent Pagny | Zazie         | Mika            | Garou         | Des saisons 1 à 10, il n'y a que quatre coachs. |
| 6      | 18 février 2017  | 10 juin 2017  | Lisandro Cuxi (Matt Pokora)    | Lucie Vagenheim (Florent Pagny) | Vincent Vinel (Mika)          | Nicola Cavallaro (Zazie)          | Nikos Aliagas | Karine Ferri         | Florent Pagny | Zazie         | Mika            | Matt Pokora   | Des saisons 1 à 10, il n'y a que quatre coachs. |
| 7      | 27 janvier 2018  | 12 mai 2018   | Maëlle Pistoia (Zazie)         | Raffi Arto (Florent Pagny)      | Casanova (Mika)               | Xam Hurricane (Pascal Obispo)     | Nikos Aliagas | Karine Ferri         | Florent Pagny | Zazie         | Mika            | Pascal Obispo | Des saisons 1 à 10, il n'y a que quatre coachs. |
| 8      | 9 février 2019   | 6 juin 2019   | Whitney Marin (Mika)           | Clément (Soprano)               | Sidoine (Jenifer)             | Pierre Danaë (Julien Clerc)       | Nikos Aliagas | Karine Ferri         | Julien Clerc  | Jenifer       | Mika            | Soprano       | Des saisons 1 à 10, il n'y a que quatre coachs. |
| 9      | 18 janvier 2020  | 13 juin 2020  | Abi Bernadoth (Pascal Obispo)  | Gustine (Lara Fabian)           | Tom Rochet (Amel Bent)        | Antoine Delie (Marc Lavoine)      | Nikos Aliagas | Karine Ferri         | Lara Fabian   | Amel Bent     | Marc Lavoine    | Pascal Obispo | Des saisons 1 à 10, il n'y a que quatre coachs. |
| 10     | 6 février 2021   | 15 mai 2021   | Marghe Davico (Florent Pagny)  | Jim Bauer (Marc Lavoine)        | Mentissa Aziza (Vianney)      | Mentissa Aziza (Vianney)          | Nikos Aliagas | Karine Ferri         | Florent Pagny | Amel Bent     | Marc Lavoine    | Vianney       | Des saisons 1 à 10, il n'y a que quatre coachs. |
| 10     | 6 février 2021   | 15 mai 2021   | Marghe Davico (Florent Pagny)  | Jim Bauer (Marc Lavoine)        | Cyprien (Amel Bent)           |                                   | Nikos Aliagas | Karine Ferri         | Florent Pagny | Amel Bent     | Marc Lavoine    | Vianney       | Des saisons 1 à 10, il n'y a que quatre coachs. |
| 11     | 12 février 2022  | 21 mai 2022   | Nour Brousse (Florent Pagny)   | Mister Mat (Vianney)            | Vike (Amel Bent)              | Vike (Amel Bent)                  | Nikos Aliagas | —                    | Florent Pagny | Amel Bent     | Marc Lavoine    | Vianney       | Nolwenn Leroy                                   |
| 11     | 12 février 2022  | 21 mai 2022   | Nour Brousse (Florent Pagny)   | Mister Mat (Vianney)            | Caroline Costa (Marc Lavoine) |                                   | Nikos Aliagas | —                    | Florent Pagny | Amel Bent     | Marc Lavoine    | Vianney       | Nolwenn Leroy                                   |
| 11     | 12 février 2022  | 21 mai 2022   | Nour Brousse (Florent Pagny)   | Mister Mat (Vianney)            | Loris (Nolwenn Leroy)         |                                   | Nikos Aliagas | —                    | Florent Pagny | Amel Bent     | Marc Lavoine    | Vianney       | Nolwenn Leroy                                   |
| 12     | 25 février 2023  | 3 juin 2023   | Aurélien Vivos (Zazie)         | Micha (Amel Bent)               | Jérémy Levif (Vianney)        | Jérémy Levif (Vianney)            | Nikos Aliagas | —                    | Zazie         | Amel Bent     | Bigflo et Oli   | Vianney       | Pas de 5e coach                                 |
| 12     | 25 février 2023  | 3 juin 2023   | Aurélien Vivos (Zazie)         | Micha (Amel Bent)               | Arslane (Amel Bent)           |                                   | Nikos Aliagas | —                    | Zazie         | Amel Bent     | Bigflo et Oli   | Vianney       | Pas de 5e coach                                 |
| 13     | 10 février 2024  | 25 mai 2024   | Alphonse (Zazie)               | Baptiste Sartoria (Vianney)     | Iris (Bigflo et Oli)          | Iris (Bigflo et Oli)              | Nikos Aliagas | —                    | Zazie         | Mika          | Bigflo et Oli   | Vianney       | Camille Lellouche                               |
| 13     | 10 février 2024  | 25 mai 2024   | Alphonse (Zazie)               | Baptiste Sartoria (Vianney)     | Shanys (Camille Lellouche)    |                                   | Nikos Aliagas | —                    | Zazie         | Mika          | Bigflo et Oli   | Vianney       | Camille Lellouche                               |
| 13     | 10 février 2024  | 25 mai 2024   | Alphonse (Zazie)               | Baptiste Sartoria (Vianney)     | Gabriel Lobao (Mika)          |                                   | Nikos Aliagas | —                    | Zazie         | Mika          | Bigflo et Oli   | Vianney       | Camille Lellouche                               |
| 14     | 1er février 2025 | 3 mai 2025    | Il Cello (Florent Pagny)       | Gianni (Zaz)                    | Gianni (Zaz)                  | Gianni (Zaz)                      | Nikos Aliagas | Anaïs Grangerac      | Florent Pagny | Patricia Kaas | Zaz             | Vianney       | Pas de 5e coach                                 |
| 14     | 1er février 2025 | 3 mai 2025    | Il Cello (Florent Pagny)       | Mega (Vianney)                  |                               |                                   | Nikos Aliagas | Anaïs Grangerac      | Florent Pagny | Patricia Kaas | Zaz             | Vianney       | Pas de 5e coach                                 |
| 14     | 1er février 2025 | 3 mai 2025    | Il Cello (Florent Pagny)       | Mickaël Gallo (Patricia Kaas)   |                               |                                   | Nikos Aliagas | Anaïs Grangerac      | Florent Pagny | Patricia Kaas | Zaz             | Vianney       | Pas de 5e coach                                 |

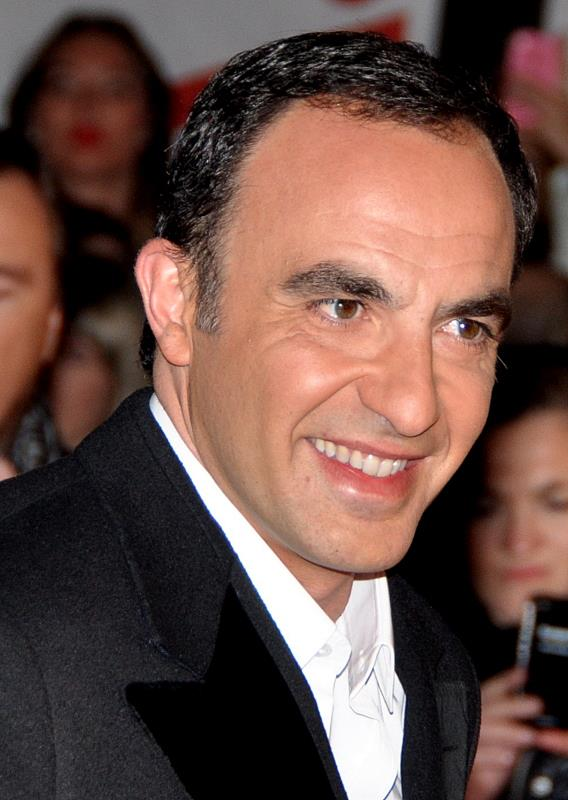
Nikos Aliagas (2012-)
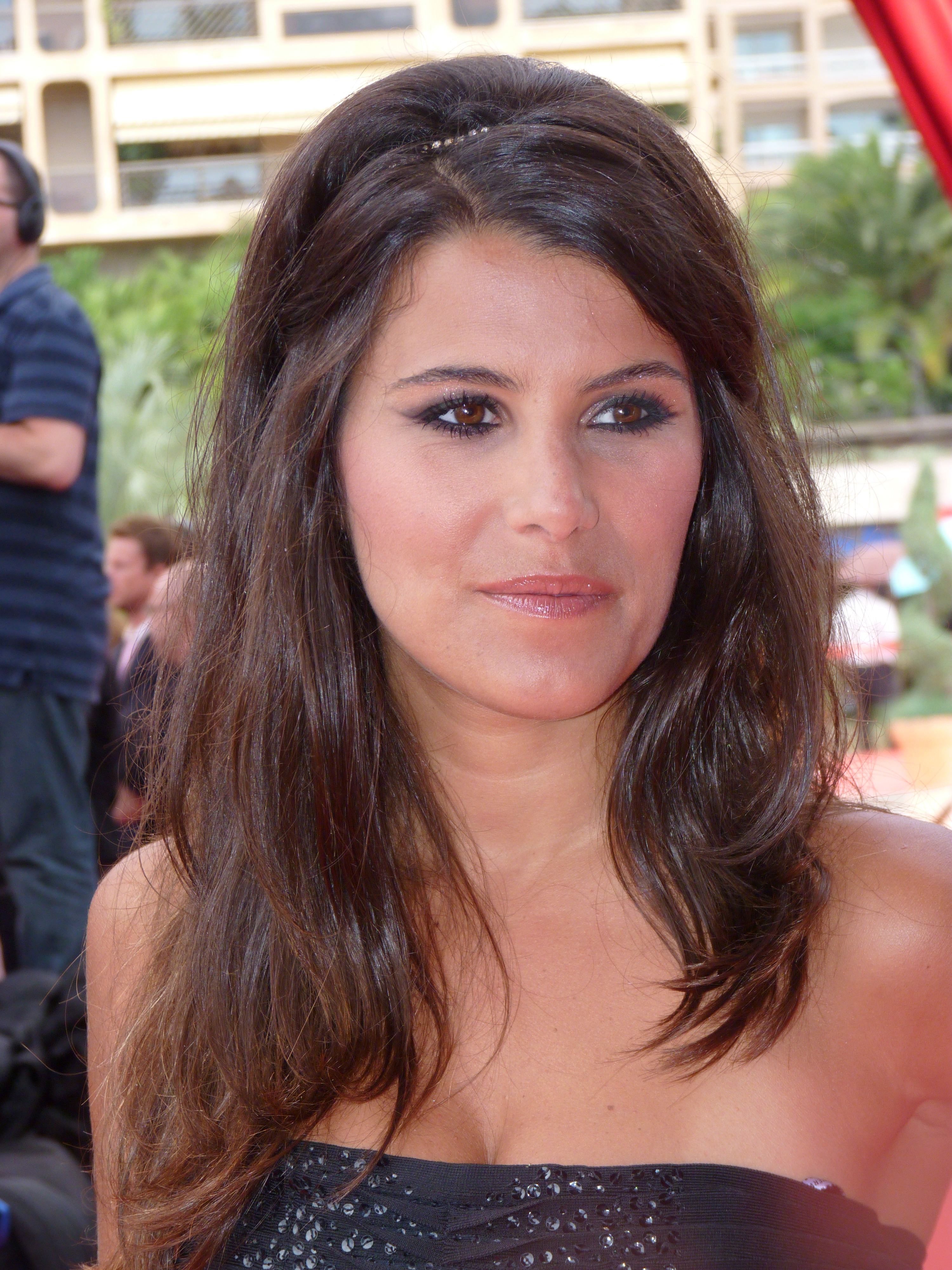
Karine Ferri (2013-2021)
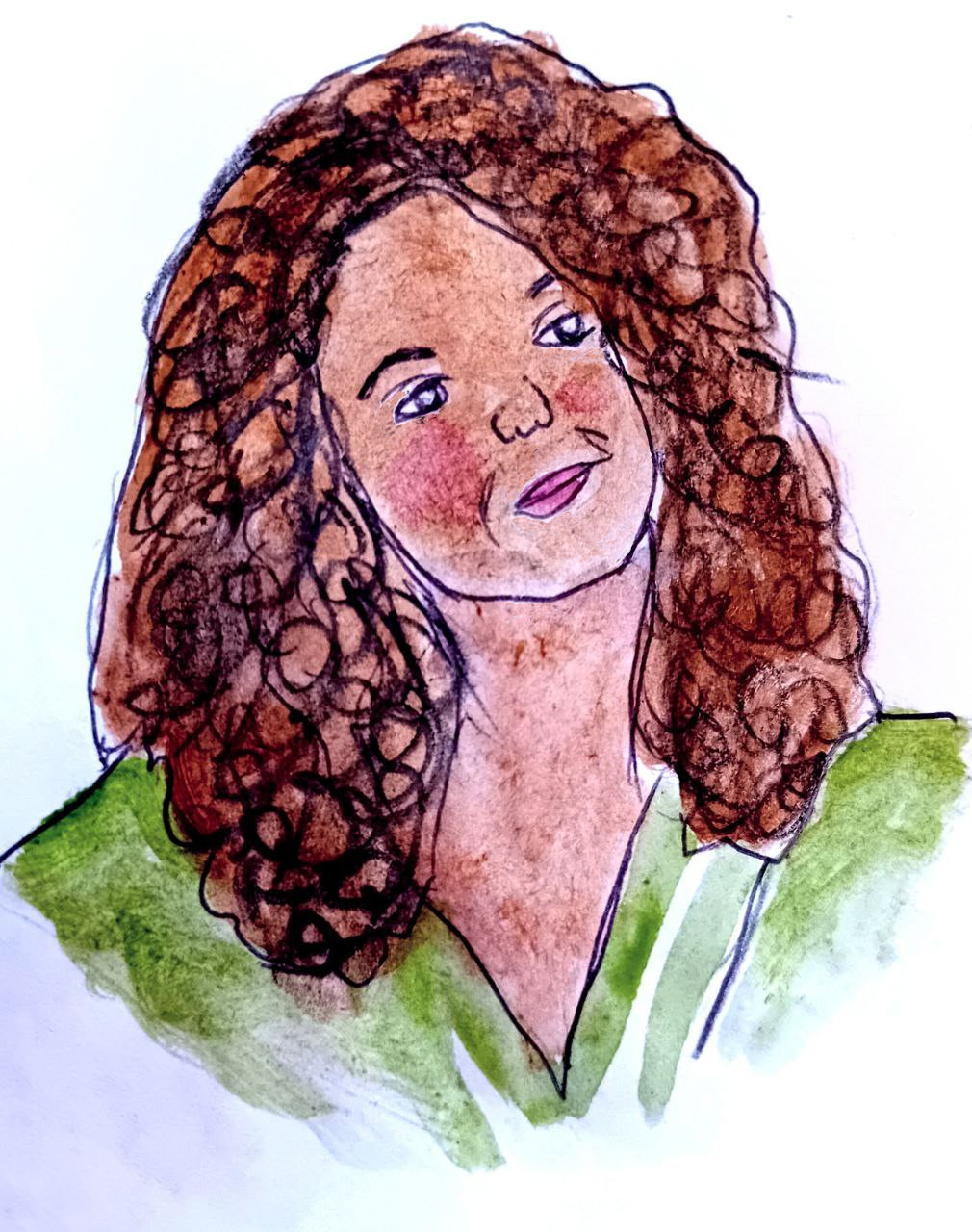
Anaïs Grangerac (2025-)

Gagnant(e)s de The Voice : la plus belle voix
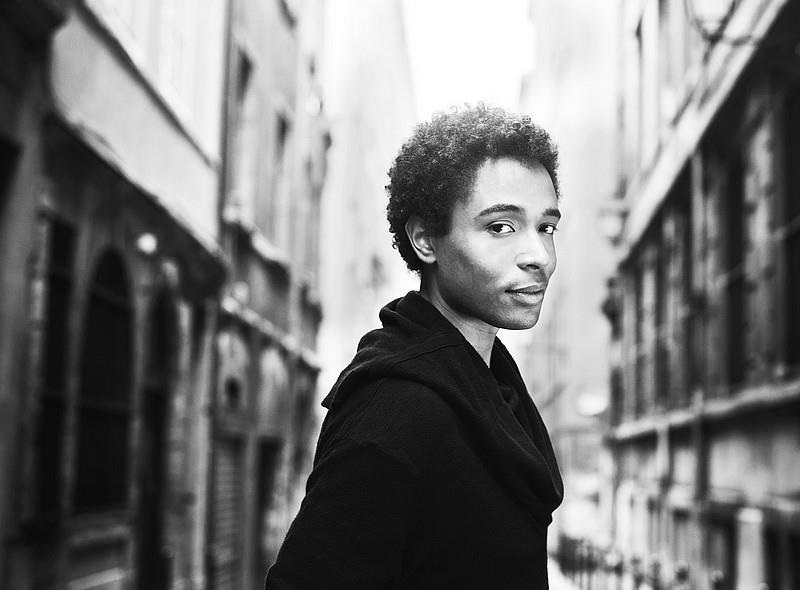
Stéphan Rizon (saison 1)
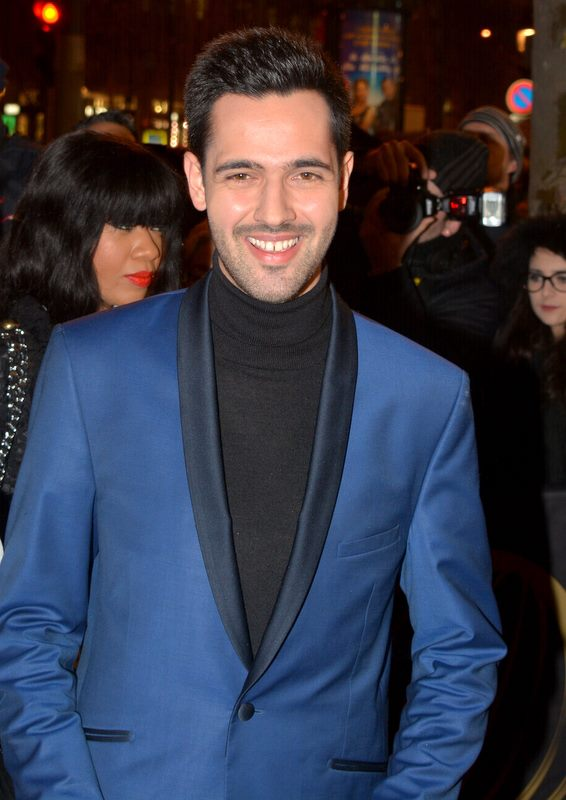
Yoann Fréget (saison 2)
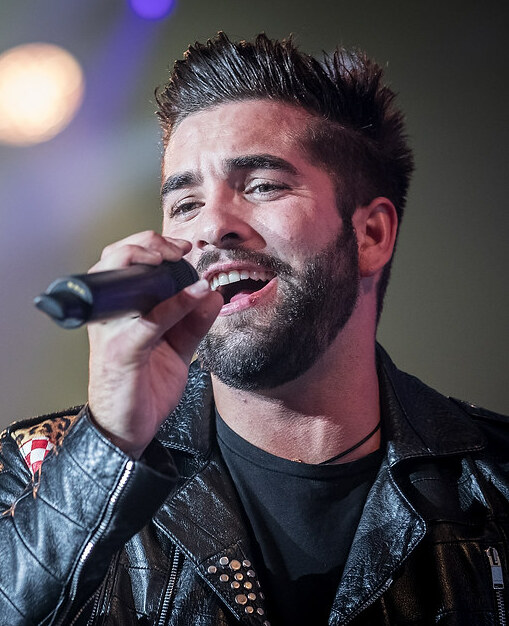
Kendji Girac (saison 3)
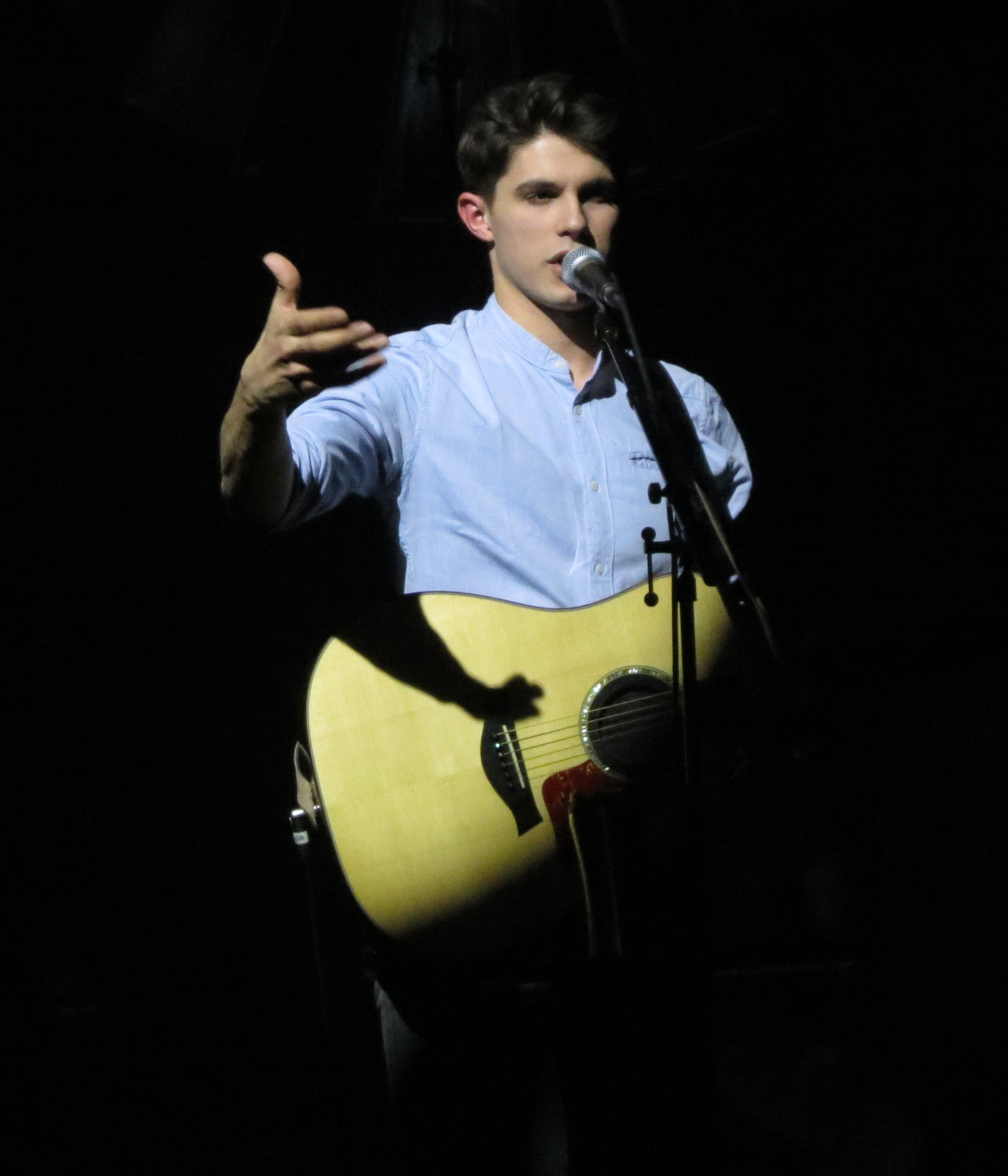
Lilian Renaud (saison 4)
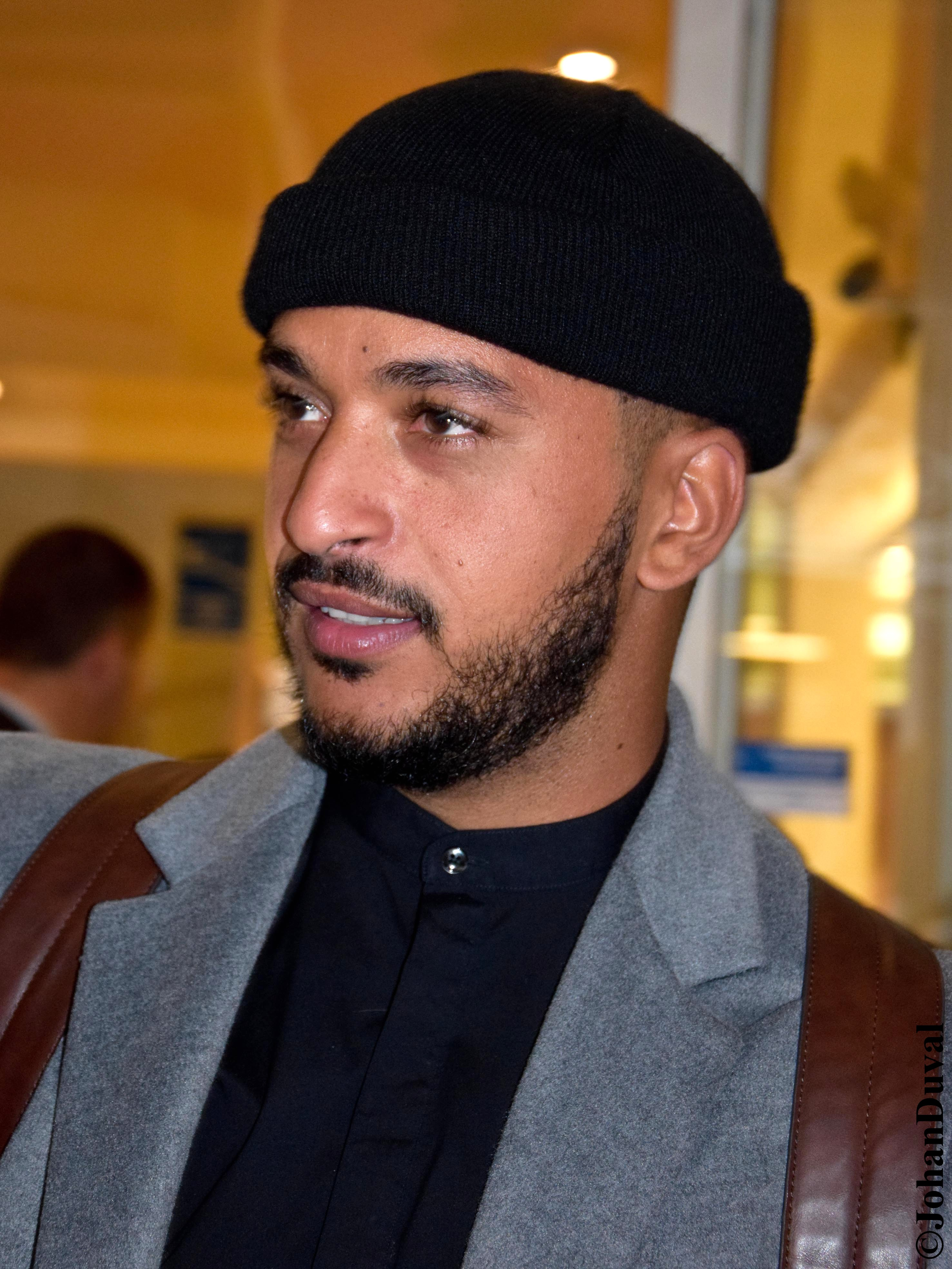
Slimane Nebchi (saison 5)
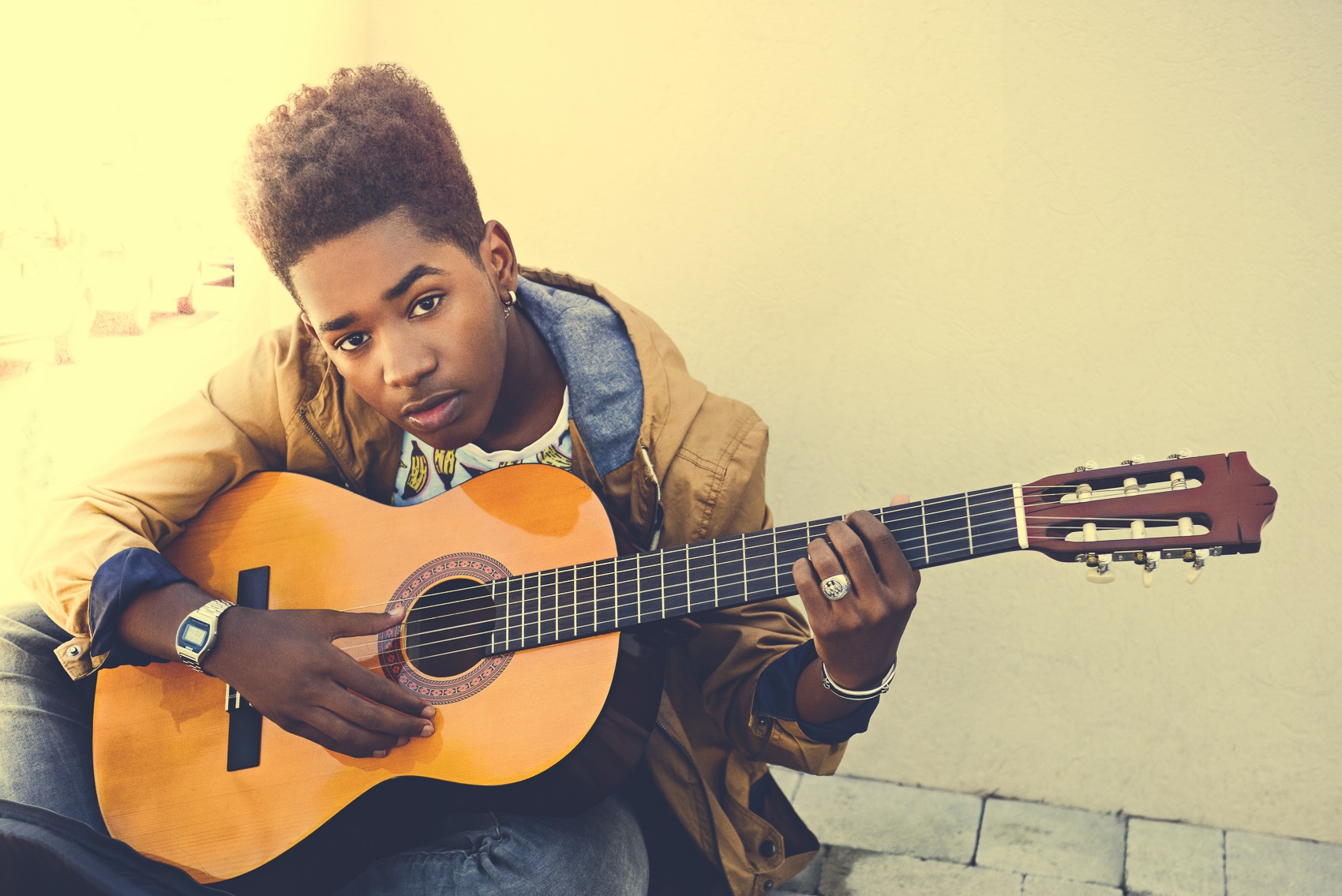
Lisandro Cuxi (saison 6)
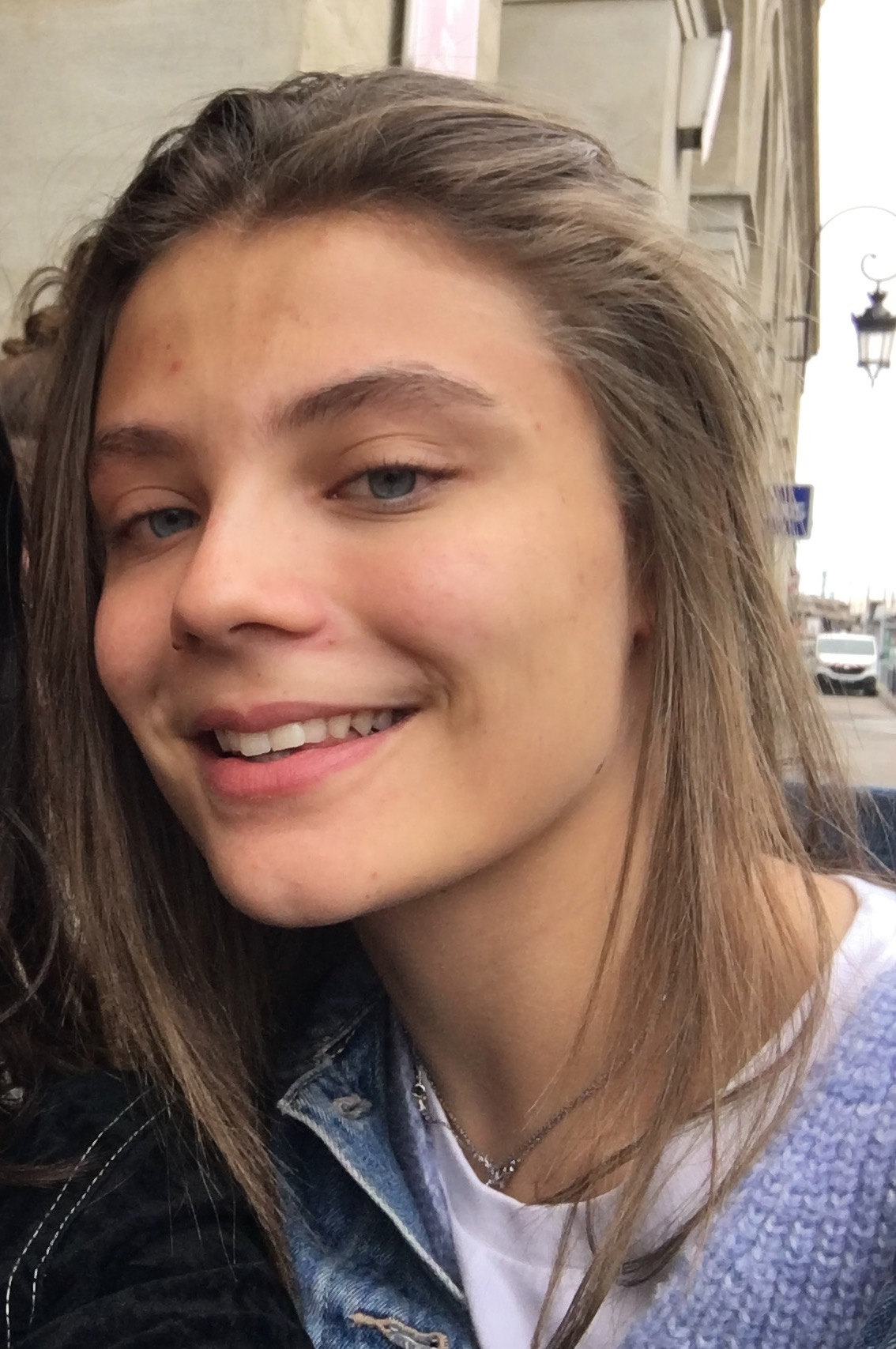
Maëlle Pistoia (saison 7)

Candidat(e)s de The Voice : la plus belle voix
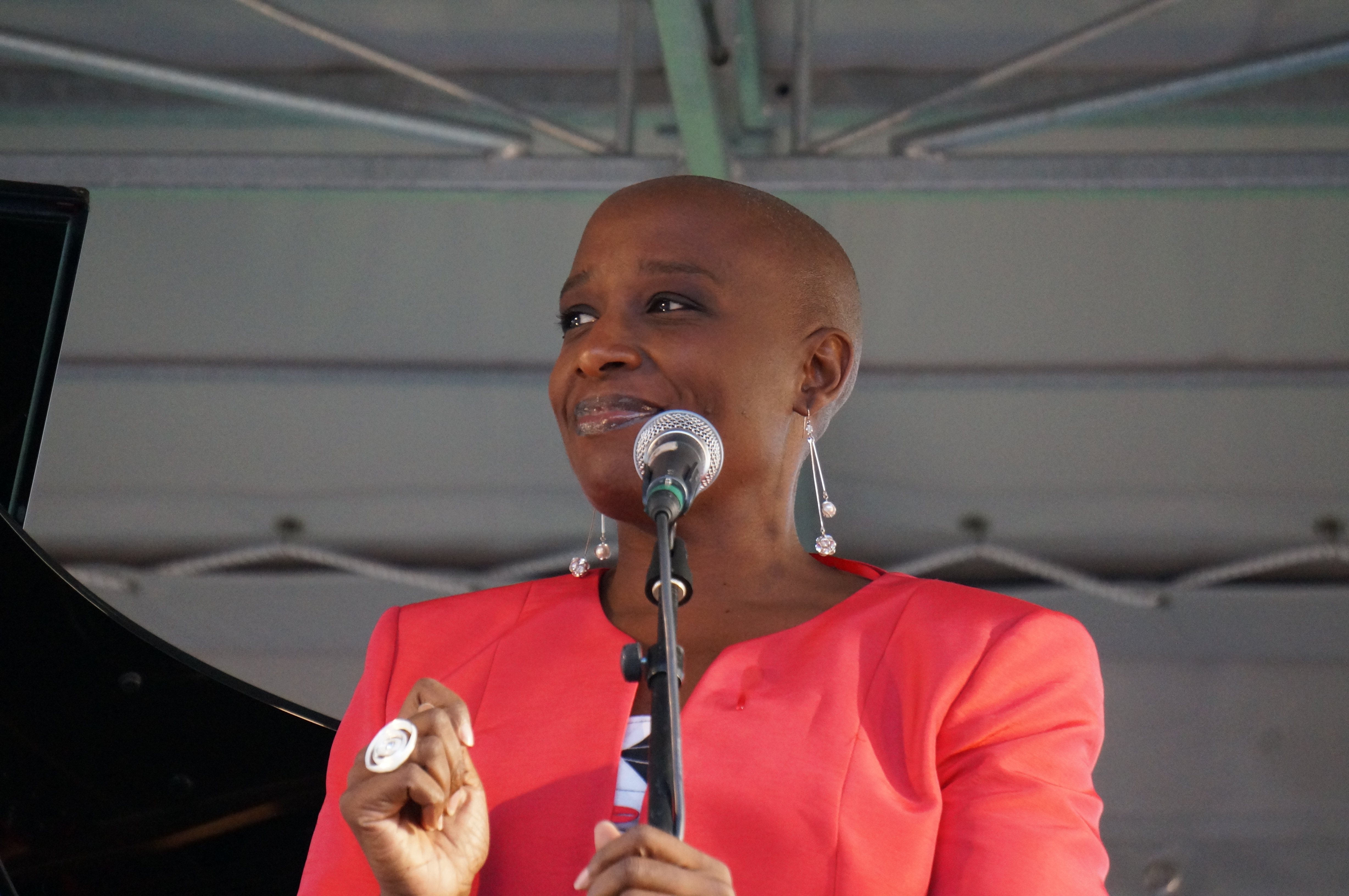
Dominique Magloire (saison 1)
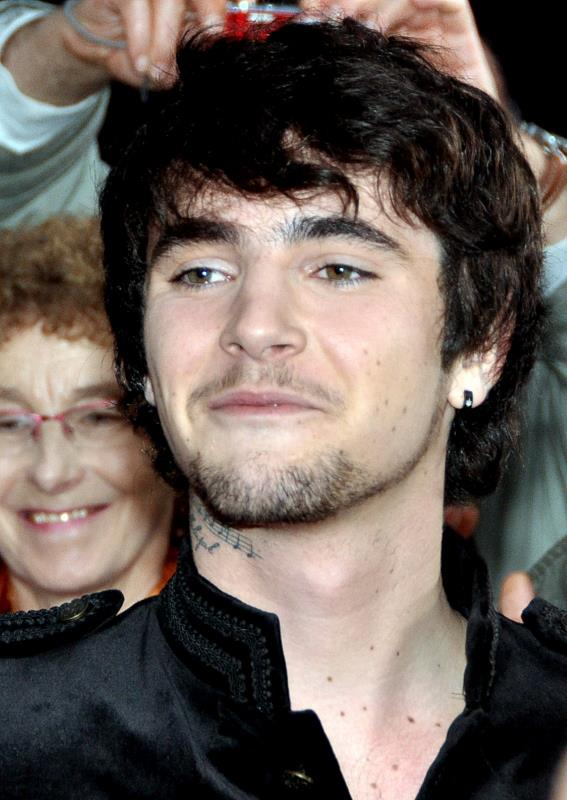
Louis Delort (saison 1)
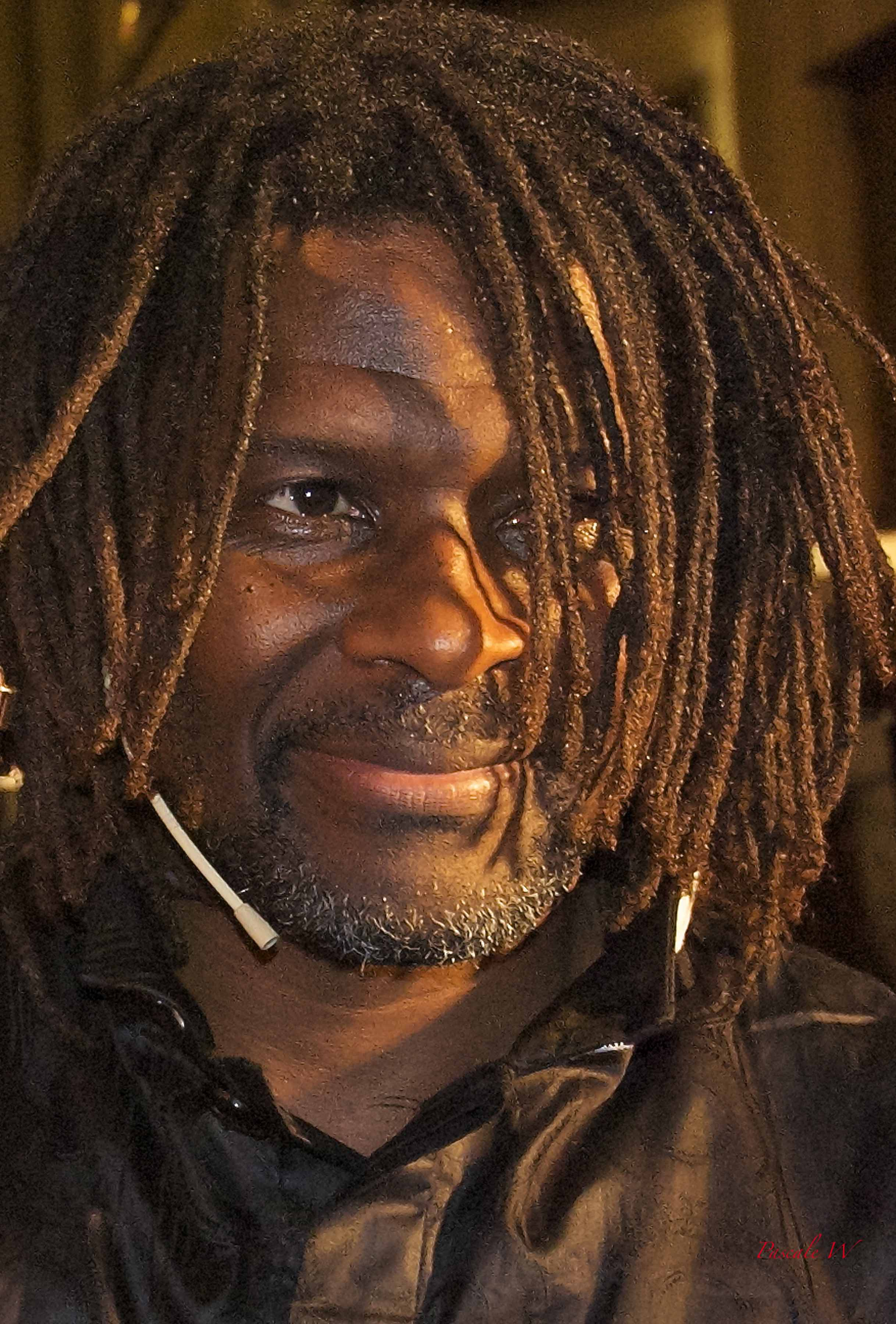
Emmanuel Pi Djob (saison 2)
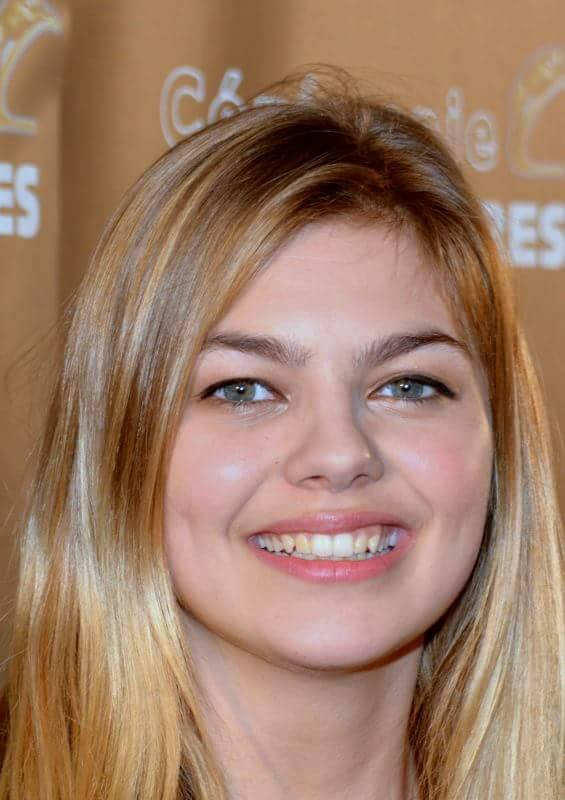
Louane (saison 2)
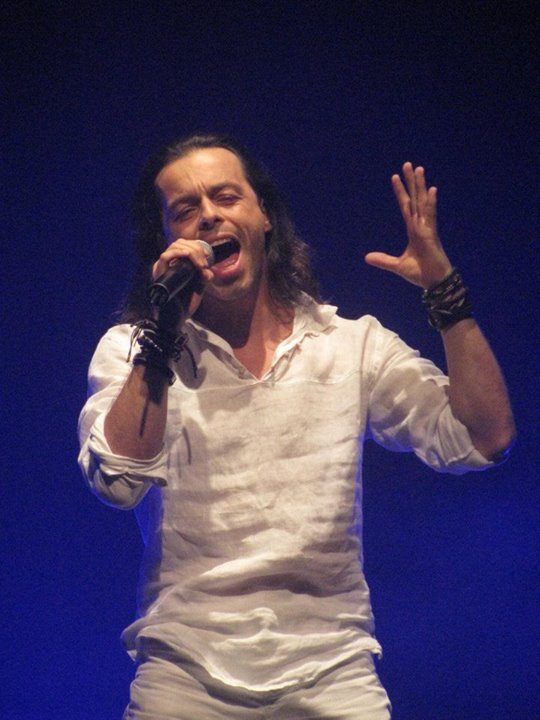
Nuno Resende (saison 2)
Olympe (saison 2)
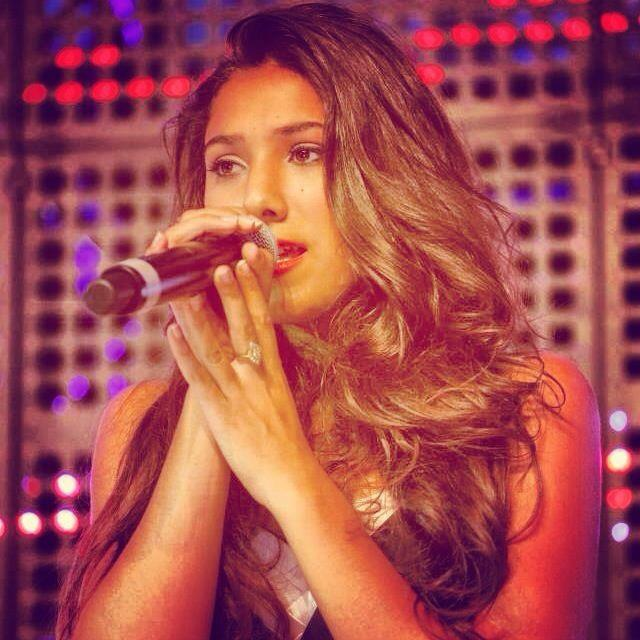
Sarah Bismuth (saison 2)
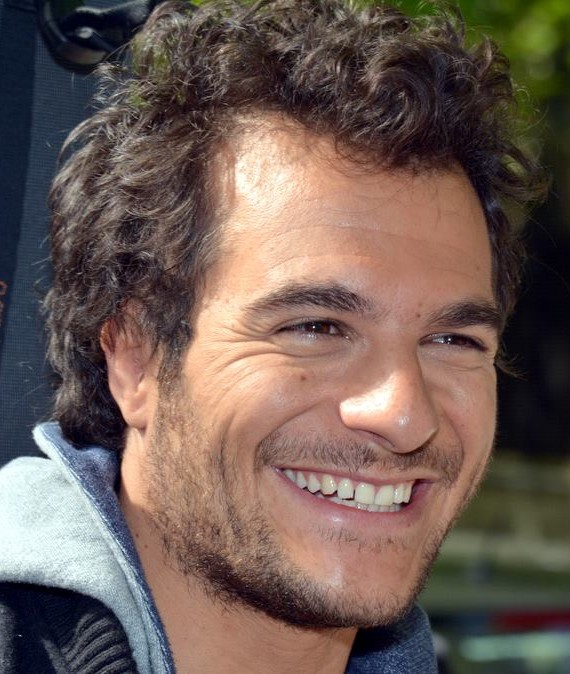
Amir Haddad (saison 3)
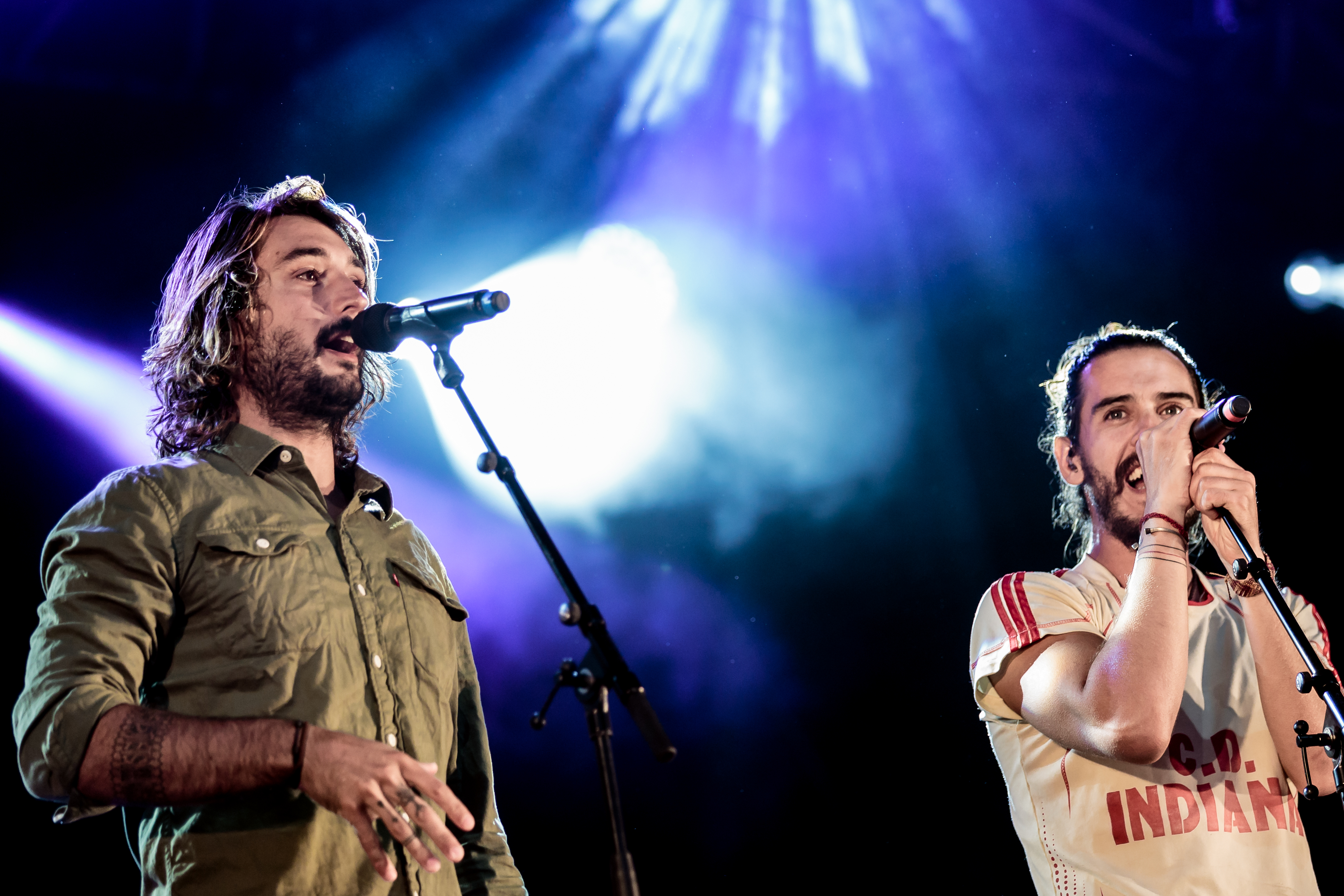
Fréro Delavega (saison 3)
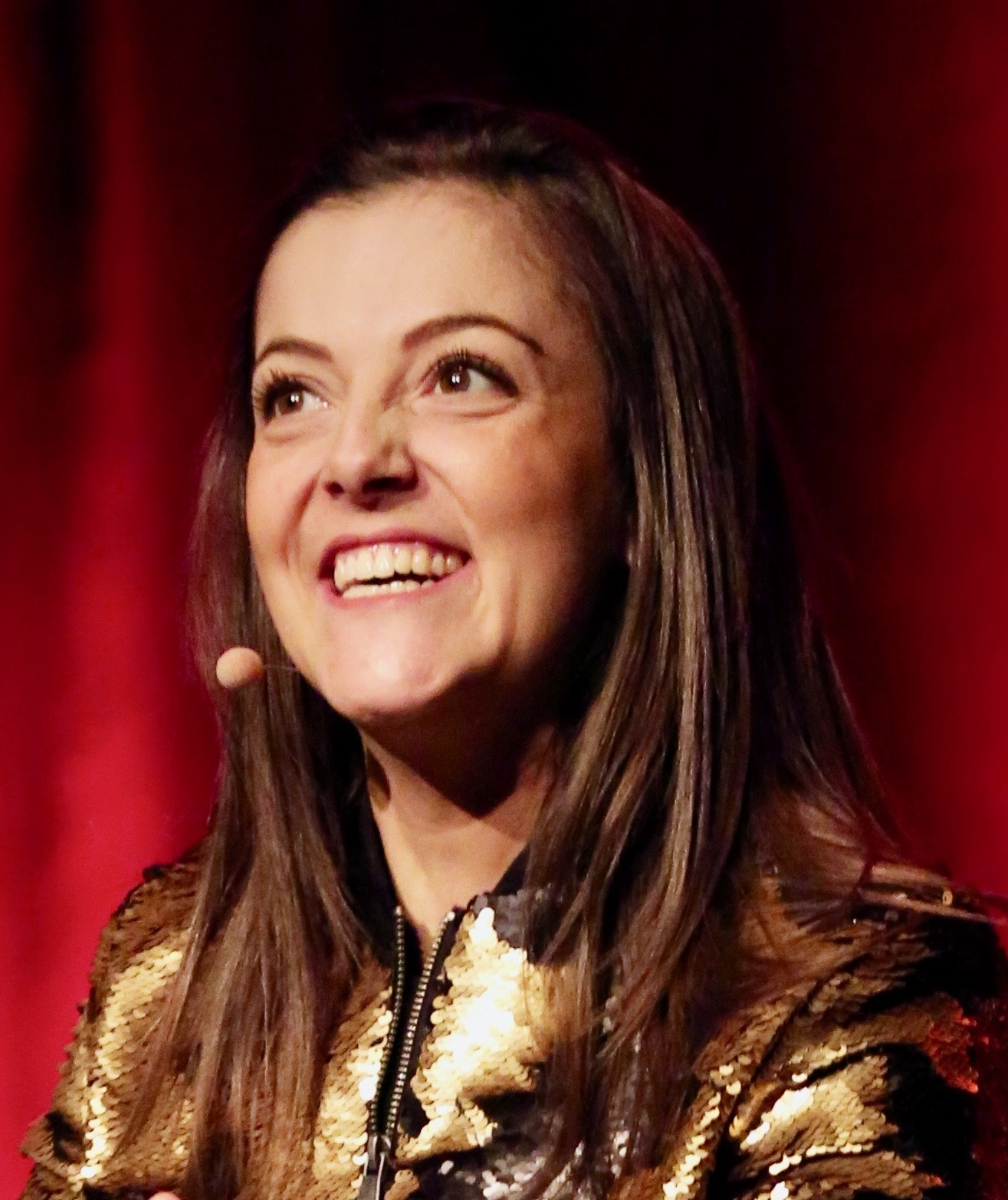
Camille Lellouche (saison 4)
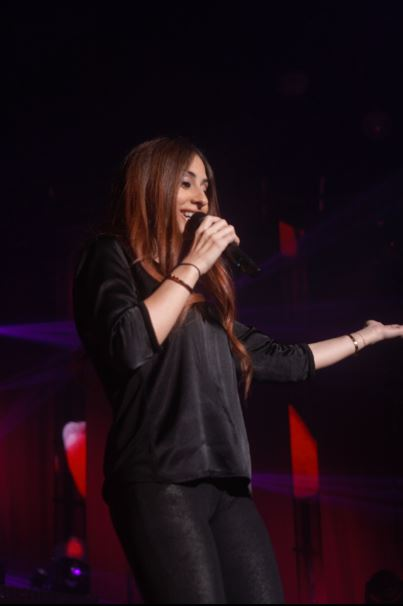
Hiba Tawaji (saison 4)
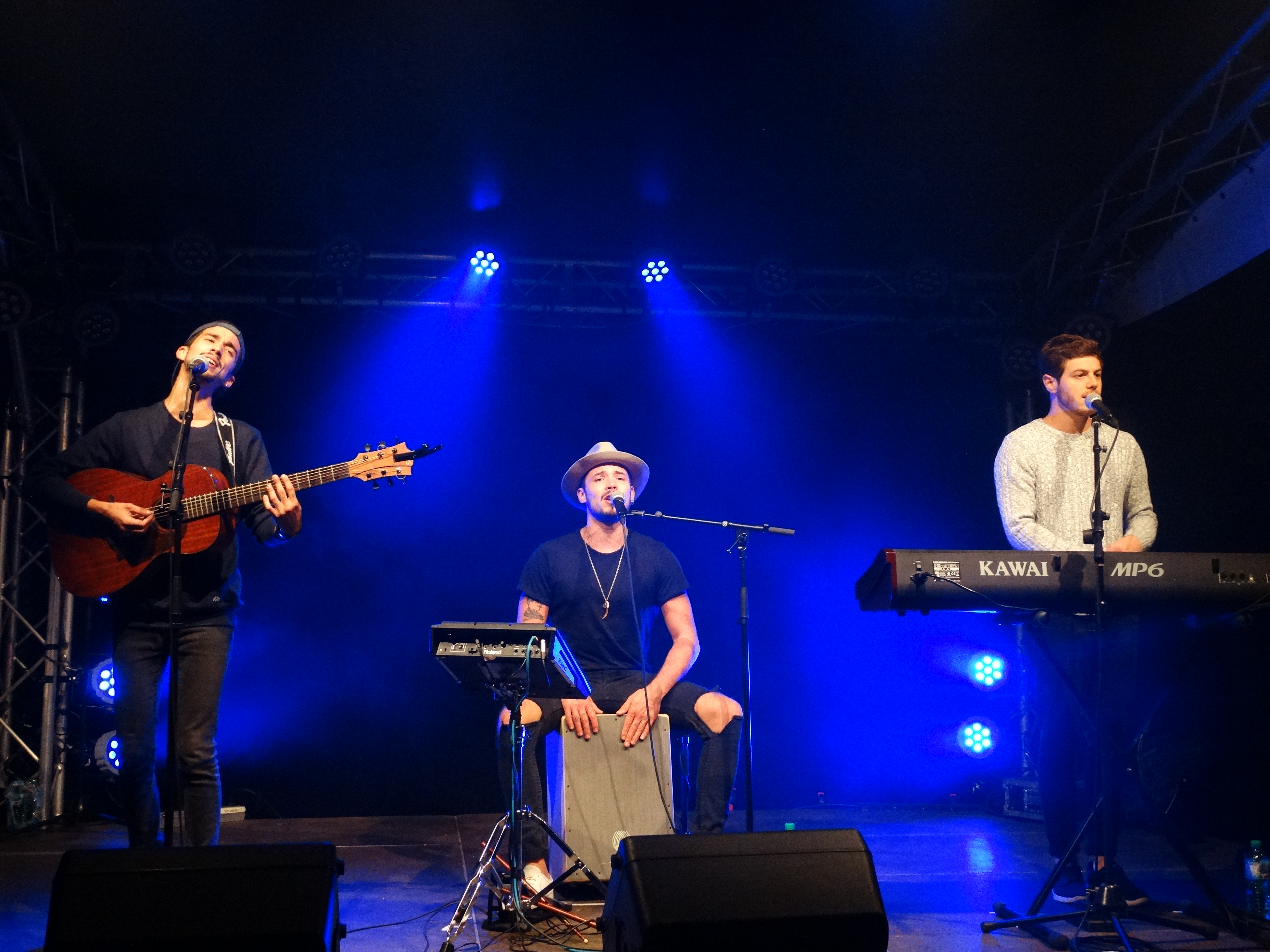
Arcadian (saison 5)
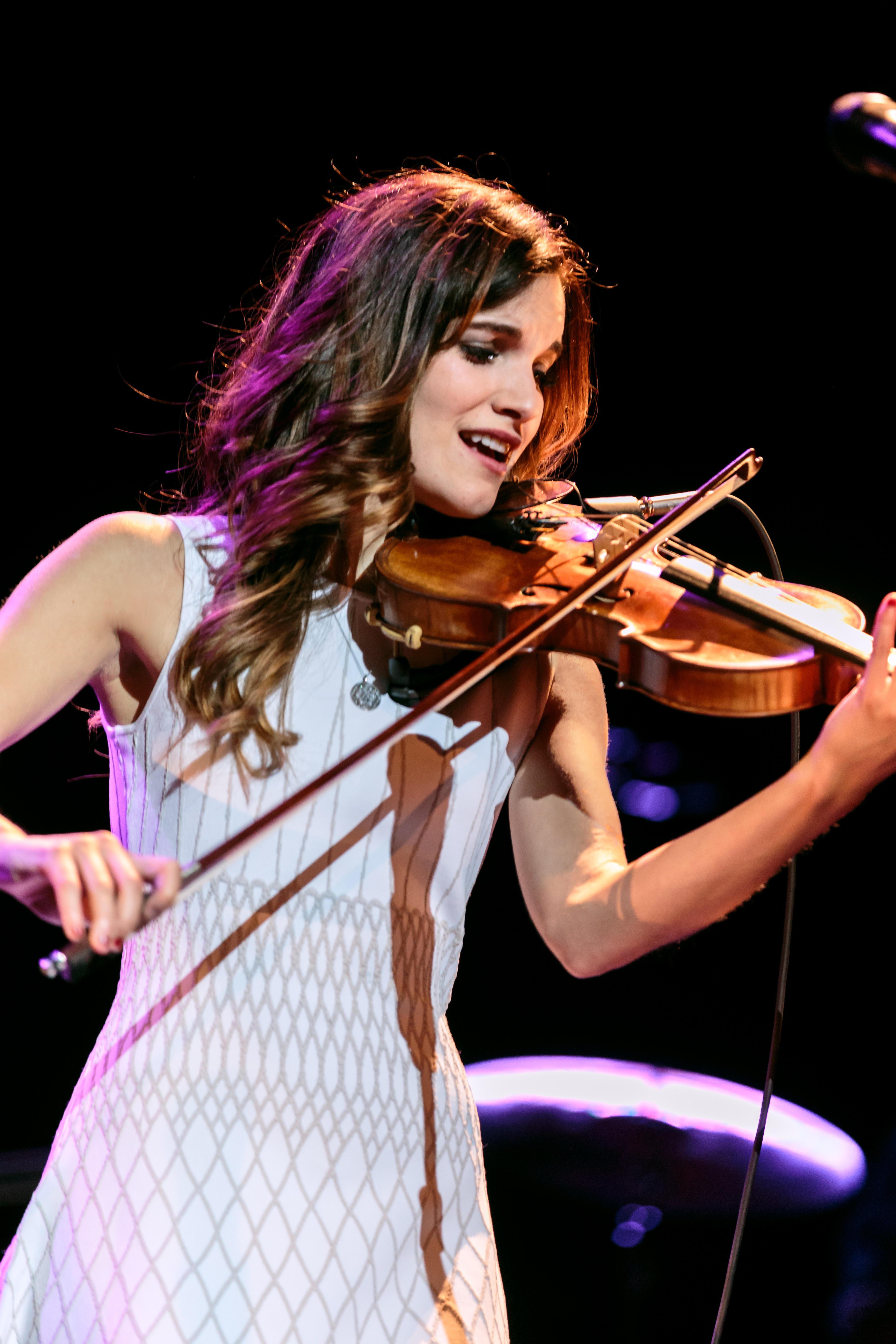
Gabriella Laberge (saison 5)
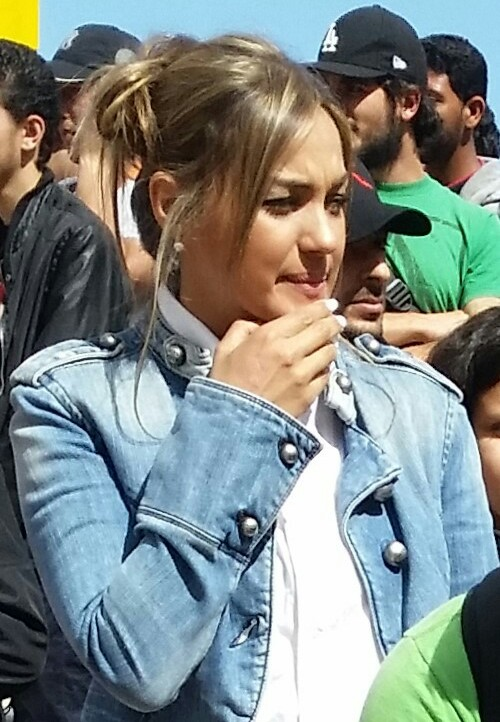
Yasmine Ammari (saison 7)
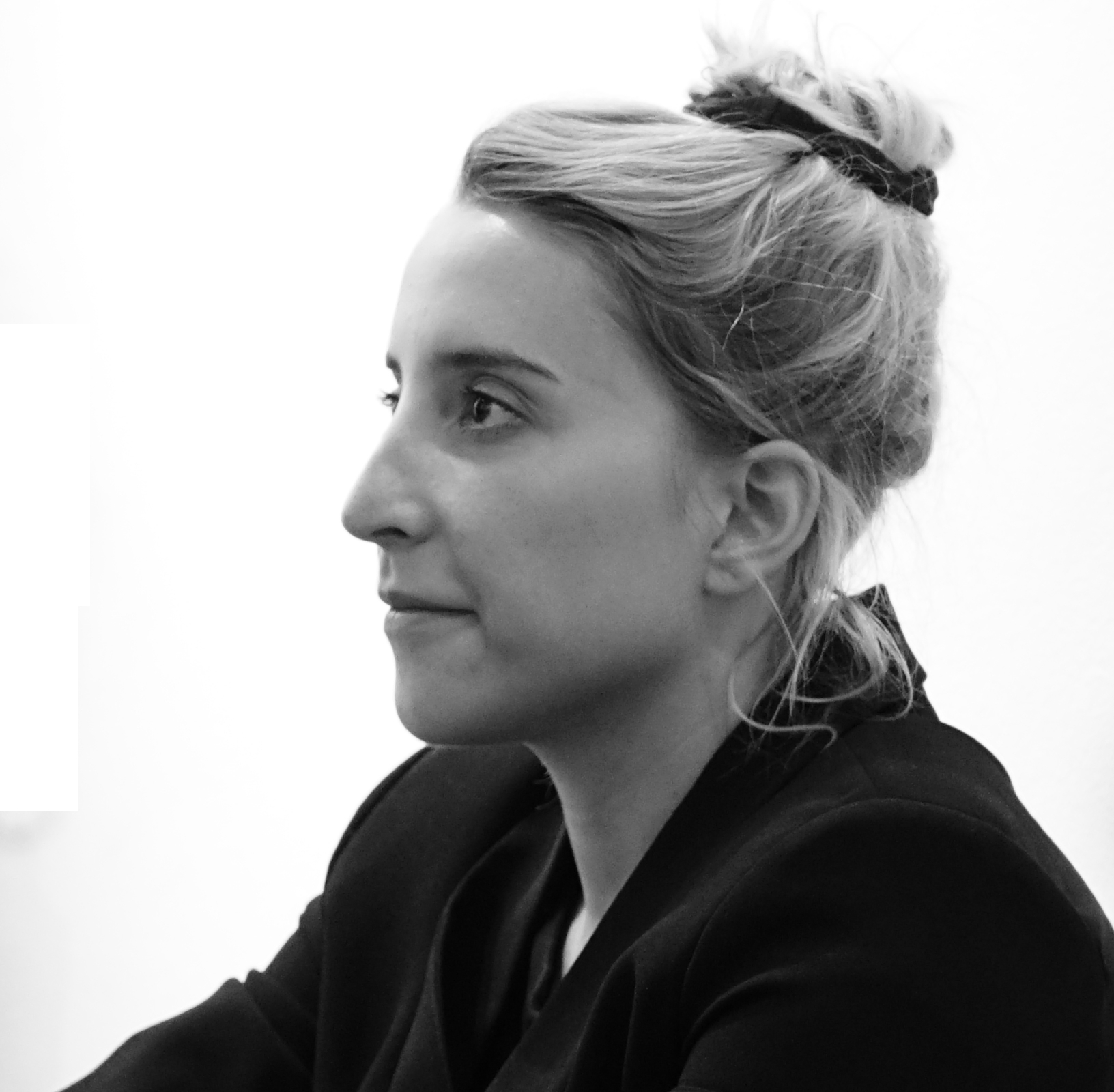
Gustine (saison 9)

### Résumé de la saison «All Stars»
| Saison    | Première          | Finale          | Vainqueur                 | Deuxième                     | Troisième            | Quatrième            | Cinquième                   | Sixième               | Présentateur  | Coachs        | Coachs  | Coachs | Coachs | Coachs        |
| --------- | ----------------- | --------------- | ------------------------- | ---------------------------- | -------------------- | -------------------- | --------------------------- | --------------------- | ------------- | ------------- | ------- | ------ | ------ | ------------- |
| All Stars | 11 septembre 2021 | 23 octobre 2021 | Anne Sila (Florent Pagny) | Louis Delort (Patrick Fiori) | MB14 (Florent Pagny) | Terence James (Mika) | Amalya Delepierre (Jenifer) | Manon (Florent Pagny) | Nikos Aliagas | Florent Pagny | Jenifer | Mika   | Zazie  | Patrick Fiori |

## Les saisons

### Saison 1 (2012)
La première saison a été diffusée du 25 février 2012 au 12 mai 2012 pendant douze semaines, à raison d'un épisode chaque samedi soir à 20 h 50.
Le premier épisode a réalisé une audience de 9 124 000 téléspectateurs et 37,9 % de part de marché en moyenne entre 20 h 50 et 22 h 55 et représente la meilleure audience d'un lancement de télé-crochet français, toutes chaînes confondues.
Les auditions à l'aveugle ont été enregistrées les 10, 11, 16, 17 et 18 janvier 2012 et diffusées sur TF1 du 25 février au 17 mars.
Les battles ont été enregistrées les 14 et 16 février 2012 et diffusées sur TF1 les 24 et 31 mars 2012.
Les primes en direct ont été diffusés sur TF1 du 7 avril au 12 mai 2012.
C'est Stéphan Rizon, coaché par Florent Pagny, qui a remporté la première saison de The Voice, avec 31,5 %, face à Louis Delort (29,9 %), Al.Hy (24,1 %) et Aude Henneville (14,5 %).

### Saison 2 (2013)
La deuxième saison a été diffusée du 2 février 2013 au 18 mai 2013. Karine Ferri arrive en remplacement de Virginie de Clausade pour recueillir les réactions des candidats dans la V-Room.
Les auditions à l'aveugle se sont déroulées les 21, 22, 28, 29 novembre et 3 décembre 2012. Les battles se sont déroulées les 8, 10 et 12 janvier 2013.
Les quatre coachs de la première saison, à savoir Garou, Florent Pagny, Louis Bertignac et Jenifer rempilent.
Une nouveauté dans cette saison : au cours des battles, les coachs peuvent voler des apprentis-chanteurs à leurs coachs concurrents.
C'est Yoann Fréget, coaché par Garou, qui a remporté la deuxième saison de The Voice, avec 28 % des voix, face à Olympe (27,8 %), Nuno Resende (25 %) et Loïs Silvin (19,2 %).

### Saison 3 (2014)
La troisième saison a été diffusée du 11 janvier 2014 au 10 mai 2014. Les auditions se sont déroulées les 4, 9 et 12 novembre 2013.
Trois des coachs des deux premières saisons, à savoir Florent Pagny, Garou, Jenifer rempilent. Louis Bertignac est remplacé par Mika.
Le premier épisode des auditions à l'aveugle a réuni 9,8 millions de téléspectateurs et atteint 40,5 % de parts de marché sur les individus de quatre ans et plus, et 58,9 % sur les ménagères de moins de cinquante ans, avec un pic d'audience à 11 millions de curieux, à 22h15. Il s'agit d'un record historique pour le lancement du programme, battant ainsi le record de la saison 2.
C'est Kendji Girac, coaché par Mika, qui a remporté la troisième saison de The Voice, avec 51 % des voix, face à Maximilien Philippe (21 %), Amir Haddad (18 %) et Wesley (10 %).

### Saison 4 (2015)
La quatrième saison a été diffusée du 10 janvier 2015 au 25 avril 2015.
Le 22 septembre 2014, TF1 officialise le jury de la nouvelle saison, qui est composé de Florent Pagny, Jenifer et Mika qui rempilent pour une nouvelle saison, et verra l'arrivée de la chanteuse Zazie. Le chanteur Garou quitte l'émission après 3 saisons dans le fauteuil de coach.
Les auditions se sont déroulées les 8, 14 et 17 novembre 2014 ; les battles les 5, 10 et 15 décembre 2014 ; les Épreuves ultimes les 7, 9 et 10 janvier 2015.
Plusieurs changements ont été opérés pour cette saison : fauteuils des coachs, logo, moins de présentation de candidats pour beaucoup plus de chant, enfin à l'épreuve ultime les coachs peuvent voler un candidat à leurs coachs concurrents comme dans les battles.
La première diffusion de la saison 4 de The Voice, s'ouvre avec Nikos Aliagas évoquant les Attentats de janvier 2015 en France. Elle réunit 8,1 millions de téléspectateurs et atteint 34,6 % de parts de marché.
C'est Lilian Renaud, coaché par Zazie, qui a remporté la quatrième saison de The Voice avec 52 % des voix, face à Anne Sila (34 %), David Thibault (9 %) et Côme (5 %).

### Saison 5 (2016)
À peine les lives de la saison 4 commencés, la production annonce les castings de la saison 5 de The Voice. Nouveauté : ils se déroulent dans certaines villes grâce à la Voice Box, un studio portatif où le candidat peut enregistrer sa prestation.
Le 5 octobre 2015, Nikos Aliagas confirme le départ de Jenifer de l'émission. Elle est remplacée par Garou, absent lors de la saison 4. Florent Pagny, Mika, et Zazie rempilent pour une nouvelle saison.
Les enregistrements ont eu le 9,17,20,22 novembre 2015. La première diffusion a eu lieu le 30 janvier 2016. La finale a eu lieu le 14 mai 2016 en direct sur TF1.
Le gagnant de cette édition est Slimane Nebchi, coaché par Florent Pagny, avec 33 % des suffrages, devant MB14 (24 %), Antoine (22 %) et Clément Verzi (21 %).
Cette saison a aussi fait connaître des talents tels que Claudio Capéo, Tamara Weber-Fillion, Arcadian et Sweem qui se sont inclinés plus tôt dans la compétition.

### Saison 6 (2017)
Nikos Aliagas annonce lors de la finale de la saison 5 que les castings pour la saison 6 sont ouverts et que l'on peut d'ores et déjà s'inscrire sur MYTF1.
Concernant le jury de cette sixième saison, le suspense demeure jusqu'en septembre, Zazie ayant indiqué qu'il y avait très peu de chances qu'elle rempile pour une 3e saison, certains médias ont alors avancé les noms de Lara Fabian, Nolwenn Leroy ou Patricia Kaas pour la remplacer. Début septembre, Jenifer exclut un retour à l'émission préférant se consacrer à sa carrière.
Finalement, le jury sera composé de Florent Pagny, Mika, Zazie et M. Pokora. Le 13 septembre 2016 et après plusieurs mois de rumeurs, il est annoncé que M. Pokora succèdera finalement à Garou. L'implication de ce premier jugée « trop faible » par Shine selon Voici, ou un problème d'emploi du temps selon Le Parisien, serait la cause de son départ,.
Voici annonce également que Karine Ferri, occupée par sa participation à la septième saison de Danse avec les stars, serait indisponible jusqu'aux battles. Cette décision aurait été « très mal prise en interne ».
Les auditions à l'aveugle ont été tournées à la mi-novembre 2016.
Cette sixième saison a été diffusée du 18 février 2017 au 10 juin 2017.
Le gagnant de cette édition est Lisandro Cuxi, coaché par M. Pokora, remportant 32,4 % des voix, devant Lucie Vagenheim (26 %), Vincent Vinel (23,7 %) et Nicola Cavallaro (17,9 %).
À partir de cette saison, les 16 talents qui atteignent les lives enregistrent un clip en collégiale pour promouvoir l'émission et les lives. Les 16 derniers talents ont donc interprété ensemble le tube planétaire de l'année 2017 Shape of You d'Ed Sheeran.

### Saison 7 (2018)
La saison 2018 est diffusée du 27 janvier au 12 mai 2018 avec les coachs Florent Pagny, Mika, Zazie et l'arrivée de Pascal Obispo.
Le tournage des auditions à l'aveugle a commencé le lundi 13 novembre 2017.
Cette saison marque l'apparition de l'audition finale et la disparition de l'épreuve ultime.
Liste des nouvelles épreuves :
- les auditions à l'aveugle ;
- l'audition finale ;
- les duels ;
- les primes.

Pour la première fois, la gagnante est une femme, Maëlle, coachée par Zazie qui a mis le public d'accord avec 55,3 % des votes. Elle devance Raffi Arto (19,8 %), Casanova (12,6 %) et Xam Hurricane (12,3 %).

### Saison 8 (2019)
La saison 2019 est diffusée du 9 février au 6 juin 2019 avec le retour de Jenifer (présente à The Voice Kids depuis la saison 1 et jusqu'à la saison 7), et qui avait déjà été présente en tant que coach sur les quatre première saisons, Mika, et en tant que nouveaux coachs Julien Clerc et Soprano (présent depuis The Voice Kids 5). Cette saison marque donc le départ historique de Florent Pagny, présent depuis la première saison, ainsi que celui de Zazie.
L'épisode du samedi est rediffusé le lendemain sur TFX.
Le tournage des auditions à l'aveugle ont eu lieu du lundi 12 au mardi 20 novembre 2018.
Les producteurs de l'émission font comprendre à travers les bandes annonces que The Voice passe à une nouvelle ère cette année avec un tout nouveau jury, de nouvelles règles et surtout une nouvelle étape, complètement inédite (qui n'existait pas lors des saisons précédentes).
Les auditions à l'aveugle sont toujours au début du programme et suivent les règles habituelles avec, néanmoins, l'ajout de la règle du « blocage » (venant de la version américaine de The Voice) où chaque coach peut pimenter la chasse aux talents en bloquant un de ses confrères dans la quête d'un talent. Des petits boutons avec les noms des coachs barrés sont installés sur chaque pupitre des fauteuils. Quand un coach souhaite se retourner pour signifier qu'il veut un talent, un autre peut le bloquer et l'empêcher d'être choisi par le talent.
À l'issue des auditions à l'aveugle, chaque coach doit disposer d'une équipe de 18 talents (ou 19 en cas d'extrême coup de cœur).
L'étape des K.O est totalement inédite. Elle remplace l'étape de l'audition finale (anciennement épreuves ultimes).
Dans cette étape, tous les talents des coachs se présentent un à un et interprètent une chanson. Le coach a alors à l'issue de chaque prestation, trois possibilités : soit sauver le talent, soit l'éliminer, soit si le coach hésite encore et demande d'abord à voir les prestations de ses autres talents pour décider, le talent intègre une zone rouge, installée dans les gradins. À l'issue du passage des 18 talents, le coach doit garder 6 talents de sa propre équipe : par exemple, s'il a sauvé trois talents, il doit en garder trois autres venant de la zone rouge.
Chaque coach a également la possibilité de voler deux talents dans l'équipe des autres coachs.
À l'issue de cette étape, chaque coach possède une équipe de huit talents pour les duels.
Les duels se déroulent selon la même procédure que lors de la saison précédente : quatre duels par équipe et aucune possibilité pour les coachs de voler des talents. Cependant la règle change : les coachs ont la possibilité de conserver soit 1 des 2 candidats du duel, soit les 2 candidats du duel ou aucun candidat du duel. La seule condition est que seuls quatre talents par équipe seront sauvés pour les lives.
C'est ainsi que cette saison a vu la formation de deux groupes : Soprano a composé la battle Scam Talk vs Mayeul. La prestation du duo et de Mayeul a tellement séduit leur coach, que, et à la suite des commentaires de Mika, Soprano a accepté de les garder à condition qu'ils fassent un trio pour la suite de l'aventure. Ayant accepté, le duo Scam Talk et Mayeul seront un trio pour les lives, qui compte pour une seule voix et donne la possibilité à un autre talent d'une autre battle d'accéder aux lives. De la même manière, Jenifer a composé un duo en regroupant les 2 candidats Arezki et Geoffrey.
Les lives (directs) restent inchangés.
La gagnante de la saison est Whitney Marin, coachée par Mika, qui obtient 37,9 % des votes du public soit 0,4 % de plus que Clément Albertini (37,5 %)  et devant Sidoine Remy (13,3 %) et Pierre Danaë (11,3 %).

### Saison 9 (2020)
Il est annoncé le 6 juin 2019 que l'émission est renouvelée pour une 9e saison,. Les inscriptions aux castings sont ouvertes sur le site de TF1.
Le 30 août 2019, TF1 annonce que pour cette nouvelle saison, les quatre coachs de la saison précédente seront remplacés. Les quatre nouveaux coachs pour cette saison seront Amel Bent (ayant été coach de The Voice Kids durant les saisons 5 et 6), Pascal Obispo (qui fait donc son retour dans l'émission, après une première participation durant la saison 7), Lara Fabian (coach pendant les saisons 6 et 7 de la version québécoise de The Voice) et Marc Lavoine.
TF1 annonce de gros changements pour cette nouvelle saison. La suppression de quelques règles : celle du talent volé mais aussi celle de la zone rouge dans les épreuves du K.O. TF1 annonce aussi des émissions plus courtes et une saison plus courte. La chaîne promet de grosses surprises pour les directs. Pour la demi-finale qui déterminera les 4 finalistes, seul le public pourra choisir les 4 finalistes ce qui signifie qu'un ou plusieurs coachs peuvent se retrouver dépourvus de finaliste. Mais à la suite des évènements de cette saison, ce changement est annulé. Enfin, les directs se feront dans une salle de concert à Paris.
Lors de cette saison, Lara Fabian finit qu’avec treize talents sur quatorze. C'est la 1re fois dans l'histoire de The Voice qu'un coach n'a pas le nombre de talents requis.
À la suite de la propagation du coronavirus en France, les émissions en direct qui devaient se dérouler au mois d'avril ont été reportées à cause du confinement. À la suite de ces événements, TF1 a décidé de couper ces émissions en deux (à partir de la battles no 3) pour avoir des stocks d'émissions inédites le plus longtemps possible. Cette saison 9 devait être raccourcie en nombre d'épisodes mais au vu des événements, cette saison devait comporter 14 épisodes, finalement le nombre d'épisodes s'élève à 17. Cette saison, pour la première fois dans l’histoire de The Voice, les coachs auront trois talents sur quatre pour les demi-finales. Cette saison ne comporte pas de Lives « qualificatifs ». En 2020, le tournage en direct étaient prévus au Palais des Sports de Paris mais en raison de l'épidémie du Covid-19, ils seront peut-être annulés avec en remplacement un épilogue. La demi-finale et la finale sont programmées pour le 6 et 13 juin et ne se déroulent pas au Palais des sports comme prévu mais au Studio 128 à la Plaine Saint Denis. Lara Fabian, toujours confinée à Montréal, interviendra par écran interposé en duplex.
Le gagnant de cette saison est Abi Bernadoth, coaché par Pascal Obispo avec 53,4 % des voix, devant Gustine (22,5 %), Tom Rochet (13,1 %) et Antoine Delie (11 %).

### Saison 10 (2021)
Il est annoncé le 13 juin 2020, jour de la finale de la saison 9, que l'émission est renouvelée pour une 10e saison.
Le 24 août 2020, la composition du jury est annoncée : Marc Lavoine et Amel Bent rempilent pour une deuxième saison. Cette saison verra également le retour de Florent Pagny, et l'arrivée de Vianney en tant que nouveau coach.
Le tournage de la saison 10 débute le 13 novembre 2020.
Au vu de la situation sanitaire, l'émission se déroulera sans public et les familles des candidats seront en visio, le casting de cette saison s'est majoritairement déroulé sur Internet.
Cette saison accueille une nouvelle étape intitulée Le Cross Battles qui se déroule après les K. O.
La seconde partie de soirée sera également différente. L'animateur et les quatre coachs se retrouvent tous les cinq sur le plateau[réf. souhaitée].
Cette saison sera également le retour des co-coachs qui étaient absents depuis la saison 5, pour l'étape des battles. Pour aider Florent Pagny, Calogero et Patrick Fiori seront de la partie. Pour Marc Lavoine ça sera Benjamin Biolay et Vald. Ensuite pour Amel Bent, Vitaa, Slimane et Zaho et enfin pour Vianney, Véronique Sanson et Patrick Bruel seront de la partie.
La finale se déroule en deux parties avec un premier vote où deux des quatre finalistes sont choisis pour interpréter en direct lors de la finale un titre personnel qu’ils ont préparé pour être départagés une dernière fois par le public. Jim Bauer et Marghe Davico sont alors choisis pour cette dernière étape. C’est finalement Marghe Davico, coachée par Florent Pagny qui l’emporte avec 68 % des voix contre 32 % pour Jim Bauer. Les deux autres finalistes sont Cyprien Zeni et Mentissa Aziza. Florent Pagny remporte alors son troisième trophée.

### SaisonAll Stars(2021)
Cette saison est la saison anniversaire des 10 ans de The Voice. Ne sont pas prévues les étapes habituelles (battles, etc.). À cette occasion, les coachs sont des coachs emblématiques de The Voice et/ou de The Voice Kids : Florent Pagny (saisons 1 à 7 et saison 10), Jenifer (saisons 1 à 4, saison 8 de The Voice et saisons 1 à 7 de The Voice Kids), Mika (saisons 3 à 8), Zazie (saisons 4 à 7), et Patrick Fiori (saisons 2 à 8 de The Voice Kids).
Les candidats sont aussi des candidats emblématiques de l'émission The Voice ainsi que The Voice Kids.
Ainsi, nous retrouvons sur scène des talents qui nous avaient marqué depuis la première saison : Al.Hy, Amalya Delepierre, Louis Delort, Dominique Magloire, Flo Malley et Atef Sedkaoui (première saison), Olympe et Anthony Touma (deuxième saison), Victoria Adamo et Yoann Launay (quatrième saison), MB14, Ana Ka, Antoine Galey et Anahy (cinquième saison), Will Barber et Emmy Liyana (sixième saison), Demi-Mondaine et Ecco (septième saison), Gjon's Tears (huitième saison), Terence James, Antony Trice et Louise Combier (neuvième saison).
Le groupe Néo a été formé par Xam Hurricane (septième saison), Michael Buquet (neuvième saison), et Mathis Gardel, inconnu du programme.
Des talents iconiques du programme, tels que Luc Arbogast, Frédéric Longbois ou Battista Acquaviva ne passeront pas l'étape des auditions à l'aveugle.
Paul Ventimila, Charlie Loiselier et Victoria Adamo avaient également participé à la première saison de The Voice Kids, Leelou Garms et Cassidy Cruiks à la quatrième saison, et enfin Manon et Ogee à la saison six de la même émission.
C'est la candidate de Florent Pagny, Anne Sila, qui remporte cette édition avec 37,5 % des suffrages, devant Louis Delort (20,8 %), MB14 (20,6 %), Terence James (8,3 %), Amalya Delepierre (7,8 %) et Manon (5 %).

### Saison 11 (2022)
Le lendemain de la finale de la saison All Stars, TF1 et Le Parisien annoncent que pour la première fois depuis 2013, le jury de la prochaine saison restera le même que la saison antérieure. Marc Lavoine et Amel Bent rempilent donc pour une troisième saison d’affilée, Florent Pagny, vainqueur pour la première fois de l’histoire d’un doublé (deux victoires en une seule année) et coach historique sera présent pour une neuvième saison. Vianney reste également présent pour une deuxième saison alors que le magazine Public annonçait depuis quelques jours que ce dernier allait être remplacé par Nolwenn Leroy. Cependant, elle rejoint le jury pour la saison 11 et officiera en tant que 5e coach.
Cette saison accueille une nouvelle étape intitulée Les Super Cross Battles qui remplace les K. O.
Les auditions à l'aveugle ont été tournées du samedi 18 au jeudi 23 décembre 2021, les battles ont été tournées du 19 au 21 janvier 2022, les Cross Battles ont été tournées le 7 et 8 février 2022 et les Super Cross Battles ont été tournées le 19 février 2022.
Le 14 mai 2022, il est annoncé que Nikos Aliagas, étant malade, sera remplacé par Alessandra Sublet pour la demi-finale en direct.
Lors de la finale, 5 talents sont encore en lice : Nour (Florent Pagny), Caroline Costa (Marc Lavoine), Loris (Nolwenn Leroy), Mister Mat (Vianney) et Vike (Amel Bent).
Deux super-finalistes sont élus par le public : Nour et Mister Mat, puis le résultat final est annoncé et c'est finalement Nour coachée par Florent Pagny qui remporte cette saison avec 56,2% des suffrages contre 43,8 % pour Mister Mat.

### Saison 12 (2023)
Le 14 septembre 2022, le nouveau jury est annoncé par la chaîne et est composé de Vianney et Amel Bent qui prolongent pour une nouvelle saison, Zazie dont la dernière participation remonte aux saisons 7 et All-Stars et des rappeurs Bigflo et Oli qui ont été coachs dans la version belge de The Voice.
Les auditions à l'aveugle ont été tournées du lundi 21 au mercredi 23 et le lundi 28 novembre, les battles ont été tournées du mardi 20 au jeudi 22 décembre 2022, les Cross Battles ont été tournées le 16 et 17 janvier 2023 et les Super Cross Battles ont été tournées le 30 janvier 2023.
La finale est diffusée le samedi 3 juin 2023 et oppose Aurélien Vivos, Micha, Jérémy Levif et Arslane. Après un premier vote du public, Micha et Aurélien sont sélectionnés pour interpréter La Quête de Jacques Brel. C'est finalement Aurélien coaché par Zazie qui remporte la saison avec 68,3 % des suffrages contre 31,7 % pour Micha.
Après la saison 12, Florent Pagny annonce qu’il ne reviendra finalement pas dans le télé-crochet. Il n’y a donc plus aucun coach de la première saison encore pressenti pour participer au programme.

### Saison 13 (2024)
Le 29 septembre 2023, un renouvellement partiel du jury est annoncé par la chaine. Vianney, Bigflo et Oli et Zazie retrouveront leur fauteuil, tandis que Mika sera de retour dans l'émission après deux ans d'absence.
Le 7 novembre 2023, il est annoncé que Camille Lellouche sera coach dans une nouvelle émission en parallèle intitulé "The Voice Comeback" qui sera diffusé sur le service de streaming TF1+.
La saison commence à partir du samedi 10 février 2024.
Lors de la demi-finale, la candidate Adnaé a été qualifié en finale face à Iris. Mais elle a été contrainte d’abandonner l’émission après le tournage. Iris a alors pris sa place.
La finale se déroule le samedi 25 mai 2024 à 21h10 sur TF1. Les finalistes sont Baptiste Sartoria (Vianney), Alphonse (Zazie), Gabriel Lobao (Mika), Iris (Bigflo et Oli) et Shanys (Camille Lellouche). C'est Alphonse qui remporte cette saison face à Baptiste Sartoria en recueillant 53 % des votes du public.

### Saison 14 (2025)
Trois semaines après la finale de la saison précédente, il est révélé dans la presse que le programme est renouvelé pour une quatorzième saison. En revanche à la suite d'une lourde baisse d'audience durant la saison 2024 avec des scores qui ont « un peu déçu » selon un employé de la chaîne car selon la direction de cette dernière « les résultats faiblissent trop, une fois les auditions à l'aveugles terminées », cette nouvelle édition sera par conséquent un « renouvellement, avec une simplification de la mécanique » afin de refaire décoller les audiences et « redonner un coup de boost » à l'émission.
Egalement, même si la chaîne a été très satisfaite des coachs, elle ne cache pas qu'un « grand chamboulement est envisagé ».
Le 9 septembre 2024 ce grand chamboulement du côté des coachs se confirme avec le départ de Zazie, Mika et Bigflo et Oli qui sont remplacés par Florent Pagny qui fait son retour, et l'arrivée de Zaz et Patricia Kaas qui rejoignent Vianney qui est le seul à conserver son fauteuil. Un nouveau plateau et de nouvelles étapes seront aussi à l'ordre du jour lors de cette nouvelle édition.
Les tournages des auditions à l'aveugle se sont déroulés du jeudi 24 octobre 2024 au mercredi 30 octobre 2024.
Cette saison accueille une nouvelle étape intitulée Les groupes qui se déroule après les auditions à l'aveugle.
Pour cette nouvelle saison, une nouvelle règle fait son apparition la "seconde chance". En plus du block introduit lors de la saison 8, les coachs auront la possibilité d'actionner un nouveau bouton rouge lorsqu'aucun des 4 ne se sera retournés ils pourront faire usage de ce bouton afin d'offrir la possibilité au candidat concerné de repasser ultérieurement sur une nouvelle chanson, dans l'espoir cette fois-ci de voir un fauteuil se retourner.
C'est le groupe Il Cello (Levon, Salvatore et Sébastien Longhi) formé par Florent Pagny pendant la saison qui remporte cette édition avec 49 % des votes face à Gianni, Mega et Mickaël Gallo.

## Audiences
The Voice s'est imposé rapidement comme un programme-phare de TF1, réalisant des scores que la chaîne avait obtenus pour les trois premières finales de la Star Academy et l'élection de Miss France 2007 diffusées le samedi soir et proches des scores qui était réalisés par les séries américaines Mentalist et Dr House.
On constate cependant que l'audience s'érode au fil des saisons[réf. souhaitée], perdant plusieurs millions de téléspectateurs entre le lancement et la finale. On remarque notamment une baisse à chacune des phases de l'émission : de très fortes audiences lors des auditions à l'aveugle, puis une tendance à la baisse lors des battles, une nouvelle baisse significative pour les primes avant un regain d'intérêt pour la finale. Lors de la saison 3, l'audience a quasiment chuté de moitié entre le lancement et le troisième prime, après trois mois et demi.
L'émission réalise de très fortes audiences en linéaire, mais sont en fort déclin jusqu'en 2019 avant de remonter en 2020 et 2021. Les finales de l'Eurovision 2016, 2017, 2018, 2019 et 2022 face aux finales de The Voice étaient en tête des audiences sur toute la soirée.
A partir de 2015, l'émission réalise un score important en différé, compensant la perte d'audience en linéaire. Aussi, elle gagne en moyenne 600 000 téléspectateurs en replay cette année-là.
En 2017, certains épisodes gagnent plus de 700 000 spectateurs en replay.
En 2022 et 2023, les émissions gagnent entre 300 000 et 700 000 téléspectateurs en moyenne en replay. En 2024, la première émission gagne 700 000 spectateurs sur TF1+ en différé, et la troisième émission acquiert 600 000 téléspectateurs à J+7.
| Saison | Saison    | Jour et horaire de diffusion | Nb. d'épisodes | Période de diffusion           | Audience lancement | Audience lancement | Audience finale | Audience finale | Audience moyenne veille | Audience moyenne veille | Références |
| Saison | Saison    | Jour et horaire de diffusion | Nb. d'épisodes | Période de diffusion           | Téléspectateurs    | PDM                | Téléspectateurs | PDM             | Téléspectateurs         | PDM                     | Références |
| ------ | --------- | ---------------------------- | -------------- | ------------------------------ | ------------------ | ------------------ | --------------- | --------------- | ----------------------- | ----------------------- | ---------- |
|        | 1         | Samedi à 20 h 50             | 12             | 25 février - 12 mai 2012       | 9 124 000          | 37,9 %             | 7 576 000       | 34,4 %          | 7 659 500               | 33,6 %                  | ,          |
|        | 2         | Samedi à 20 h 50             | 16             | 2 février - 18 mai 2013        | 9 344 000          | 40,7 %             | 6 948 000       | 32,6 %          | 7 729 563               | 34,6 %                  | ,          |
|        | 3         | Samedi à 20 h 50             | 18             | 11 janvier - 10 mai 2014       | 9 808 000          | 40,5 %             | 6 155 000       | 28,7 %          | 7 207 000               | 32,8 %                  | ,          |
|        | 4         | Samedi à 20 h 50             | 16             | 10 janvier - 25 avril 2015     | 8 124 000          | 34,6 %             | 6 141 000       | 29,8 %          | 6 610 125               | 30,8 %                  | ,          |
|        | 5         | Samedi à 20 h 55             | 16             | 30 janvier - 14 mai 2016       | 7 251 000          | 35,6 %             | 4 986 000       | 26,3 %          | 6 305 000               | 30,4 %                  | ,          |
|        | 6         | Samedi à 20 h 55             | 16             | 18 février -10 juin 2017       | 6 816 000          | 33,8 %             | 4 924 000       | 28,8 %          | 5 695 688               | 28,6 %                  | ,          |
|        | 7         | Samedi à 21 h 10             | 16             | 27 janvier -12 mai 2018        | 6 380 000          | 30,7 %             | 4 488 000       | 21,2 %          | 5 225 563               | 26,5 %                  | ,          |
|        | 8         | Samedi à 21 h 10             | 18             | 9 février - 6 juin 2019        | 5 598 000          | 28,5 %             | 3 355 000       | 16,8 %          | 4 236 000               | 22,3 %                  | ,          |
|        | 9         | Samedi à 21 h 10             | 17             | 18 janvier - 13 juin 2020      | 5 196 000          | 28,7 %             | 3 898 000       | 17,9 %          | 4 672 000               | 22,5 %                  | ,          |
|        | 10        | Samedi à 21 h 10             | 15             | 6 février - 15 mai 2021        | 6 312 000          | 29,6 %             | 5 365 000       | 25,3 %          | 5 253 400               | 25 %                    | ,          |
|        | All Stars | Samedi à 21 h 10             | 7              | 11 septembre - 23 octobre 2021 | 4 616 000          | 27 %               | 3 748 000       | 20,7 %          | 3 961 000               | 22,1 %                  | ,          |
|        | 11        | Samedi à 21 h 10             | 15             | 12 février - 21 mai 2022       | 4 980 000          | 27,1 %             | 3 697 000       | 24,7 %          | 3 800 000               | 22,3 %                  | [ 120 ]    |
|        | 12        | Samedi à 21 h 10             | 15             | 25 février - 3 juin 2023       | 4 618 000          | 26,1 %             | 3 250 000       | 22,6 %          | 3 525 000               | 21,2 %                  | ,          |
|        | 13        | Samedi à 21 h 10             | 15             | 10 février - 25 mai 2024       | 4 043 000          | 25,5 %             | 2 790 000       | 18,6 %          | 3 170 000               | 19,8 %                  | ,          |
|        | 14        | Samedi à 21 h 10             | 14             | 1er février - 3 mai 2025       | 4 060 000          | 24,5 %             | 2 850 000       | 18,4 %          | 3 176 850               | 20,7 %                  | [ 125 ]    |

| Saison 1 / Saison 2 Saison 3 / Saison 4 Saison 5 / Saison 6 Saison 7 / Saison 8 Saison 9 / Saison 10 |

| All Stars / Saison 11 / Saison 12 / Saison 13 / Saison 14 |

## Participants à la tournée
Pendant les 5 premières saisons, Claude Cyndecki (Cheyenne Productions) organise une tournée dans les plus grandes salles de France, qui réunit chaque fois les finalistes et demi-finalistes de la saison écoulée :
- Saison 1 : Amalya Delpierre, Aude Henneville, Al.Hy, Dominique Magloire, Stéphan Rizon, Rubby, Louis Delort, Atef Sedkaoui[127].
- Saison 2 : Dièse, Emmanuel Djob, Yoann Fréget, Louane, Loïs Silvin, Olympe, Nuno Resende, Anthony Touma[128].
- Saison 3 : Kendji Girac, Amir Haddad, Igit, Stacey King, Élodie Martelet, Manon Trinquier, Wesley, Maximilien Philippe[129].
- Saison 4 : Lilian Renaud, Côme, Anne Sila, David Thibault, Hiba Tawaji, Camille Lellouche, Battista Acquaviva, Guilhem Valayé[130].
- Saison 5 : MB14, Arcadian, Sol, Slimane, Clément Verzi, Amandine Rapin, Anahy, Antoine. Cependant, la tournée 2016 de la saison 5 est annulée pour des raisons de sécurité. En effet, les forces de l'ordre sont déjà mobilisées pour l'Euro 2016 de football se déroulant en France[131]. Claude Cyndecki décide de passer la main[réf. nécessaire].
- Saison 6 : Vincent Vinel, Audrey Joumas, Matthieu Baronne, Nicola Cavallaro, Shaby, Lucie Vagenheim[132], Lisandro Cuxi, Ann-Shirley. Le 27 juin 2017, après un premier concert à Rennes, la nouvelle société de production annonce l'annulation de tous les concerts prévus à cause du manque de places achetées, le spectacle prévu n'étant pas rentable avec le prix des billets et du nombre d'inscrits. Ce qui en fait la deuxième tournée consécutive annulée[133].

En 2022 et 2023, le groupe Accor propose The Voice Ibis Tour, une série de quelques concert gratuit dans les hôtels du groupe avec 5 candidats qui ont marqué l’étape des Auditions à l’Aveugle. Cette mini-tournée est organisée, pendant la diffusion de l’émission à la télévision.
- Saison 11 : Axel, Gaben, Natalie Nova, Ofé, Vike[134].
- Saison 12 : Clem, Hanna, Lummen Nae, Max Novik, Prichia[135].

En 2024, la production annonce le retour d’une tournée post-émission, le The Voice Summer Tour, qui réunira les 4 finalistes de la saison ainsi que d’anciens candidats.
- Saison 13 : Alphonse, Baptiste Sartoria, Gabriel Lobao, Iris, Lize, Odem, Shanys et aussi Flo Malley (saison 1), Olympe (saison 2), Vincent Vinel (saison 6) et Aurélien Vivos (saison 12)[137].

## Produits dérivés
Un jeu de société édité par Dujardin et TF1 Games est disponible depuis novembre 2012. Et le jeu vidéo sur console de jeu (Xbox, Ps4, Wii).
Un nouveau jeu de société sortira en octobre[Quand ?] et sera édité par canal toys.